# Bulbasaurus
Bulbasaurus ("reptil con bulbo") es un género extinto de sinápsido dicinodonte herbívoro que existió a finales el periodo Pérmico, en el Lopingiense, en lo que hoy es Sudáfrica, incluyendo solo a su especie tipo, B. phylloxyron. Anteriormente fue considerado como perteneciente al género Tropidostoma; sin embargo, debido a numerosas diferencias con este último en términos de la morfología craneana y el tamaño, ha sido reclasificado como el miembro más antiguo conocido de la familia Geikiidae, y el único conocido de ese grupo en la Zona faunística de Tropidostoma. Dentro de Geikiidae, ha sido situado como cercano a Aulacocephalodon, aunque no es imposible una posición más basal. 
Bulbasaurus no fue nombrado directamente por el Pokémon Bulbasaur sino que fue denominado por la prominencia de su hueso nasal, la cual es inusualmente bulbosa entre los geikiídos; sin embargo, los descriptores observaron que la similitud del nombre "podría no ser enteramente coincidencial". Además, el nombre de la especie tipo significa "hoja de afeitar", en referencia directa a sus mandíbulas cubiertas de queratina. Bulbasaurus tiene características distintivas entre los geikiídos: pico de gancho, colmillos muy grandes y ausencia de prominencia en el hueso prefrontal.

## Descubrimiento y denominación

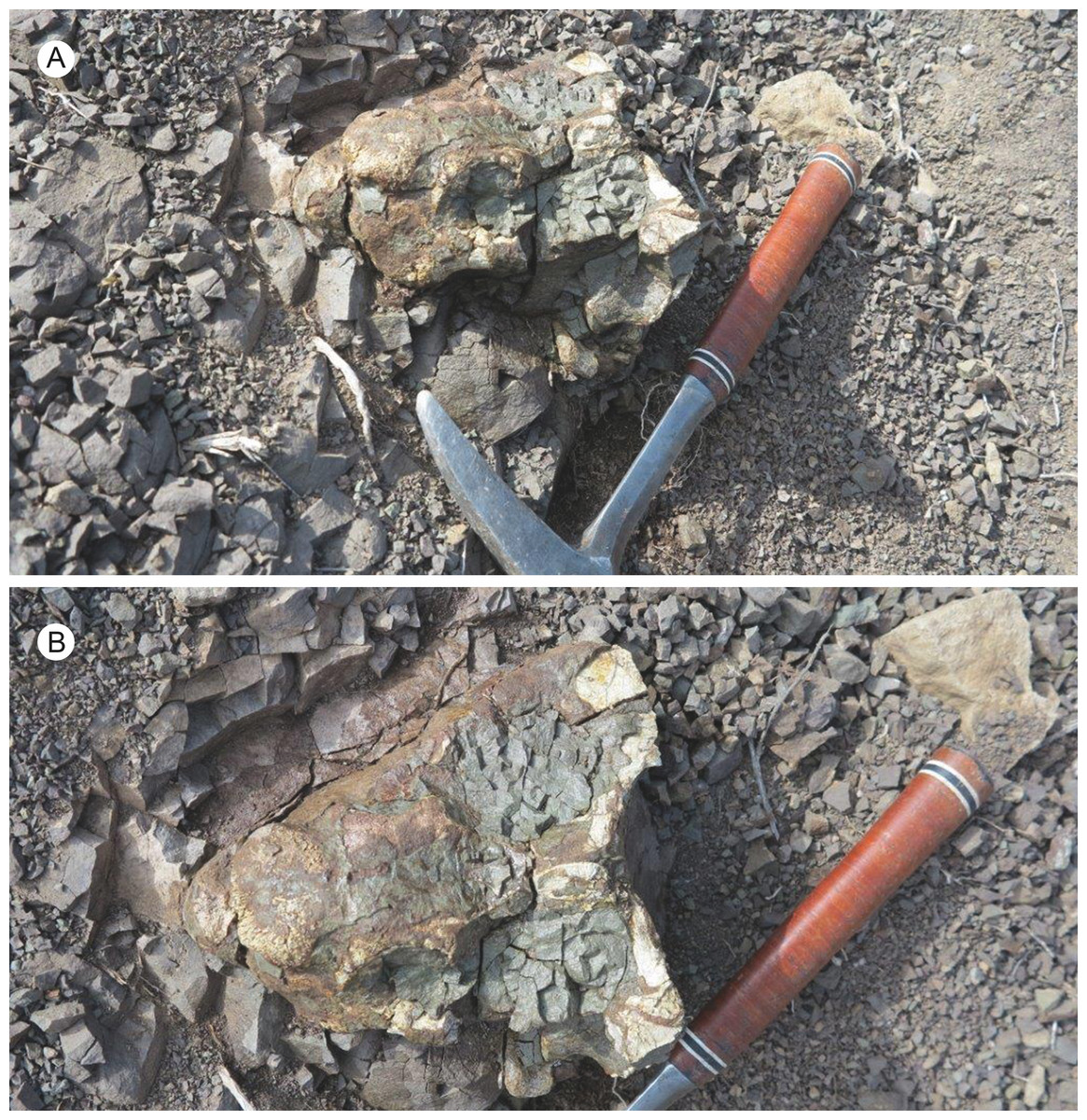
El cráneo holotipo de Bulbasaurus tal y como fue hallado in situ.

El espécimen holotipo de Bulbasaurus fue hallado por Roger M.H. Smith en la localidad Vredelus, la cual se localiza a una altitud de 1445 metros, en el distrito de Fraserburg, Provincia Septentrional del Cabo, Sudáfrica. Esta localidad des parte de lo que se conocen como la Zona faunística de Tropidostoma, la cual pertenece a la época del Lopingiense (Pérmico superior) del Miembro Hoedemaker en la zona media de la Formación Teekloof. La zona de Tropidostoma a su vez es llamada así por el oudenodóntido Tropidostoma, el cual aparece comúnmente en este sitio. El propio holotipo, el cual es catalogado como SAM-PK-K11235, es un cráneo parcialmente completo que le falta el subtemporal izquierdo y ambas barras postorbitales. Fue descubierto yaciendo sobre su lado derecho en un lecho de limolitas grises con nódulos incrustados de micrita, y no había restos asociados del resto del esqueleto. La preservación de "solo cabezas" es común en los fósiles de terápsidos del Miembro Hoedemaker, debido a que probablemente los especímenes quedaron expuestos en el suelo y quedaron desarticulados antes de ser enterrados rápidamente por inundaciones repentinas.
Otros especímenes referidos incluyen al cráneo casi completo CGP/1/938 (de la localidad Wilgerbosch Kloof en Fraserburg), el cráneo completo CGP/1/949 (también de Wilgerbosch Kloof), el cráneo completo con mandíbulas y restos postcraneales asociados CGP/1/970 (de la localidad Blaauwkrans en Beaufort West, Provincia Occidental del Cabo), el cráneo completo pero aplastado CGP/1/2263 (de localidad desconocida), el cráneo aplastado con mandíbulas SAM-PK-K10106 (de la localidad Paalhuisberg en Beaufort West), y el cráneo completo juvenil con mandíbula SAM-PK-K10587 (de la localidad Doornhoek en Beaufort West). Todos estos especímenes reposan en el Museo Iziko en Ciudad del Cabo o en el Concejo para la Geociencia en Pretoria. Antes de ser referidos al nuevo género Bulbasaurus, estos fueron tratados como especímenes de Tropidostoma en las colecciones científicas.
Bulbasaurus fue descrito por Christian Kammerer y Smith en 2017. La descripción establece que el nombre del género combina el término en latín bulbus en referencia a las muy grandes y bulbosas prominencias de los nasales, con el popular sufijo griego -saurus. En cuanto a su nombre de especie phylloxyron, que significa literalmente "cortador de hojas", se deriva del griego phyllos y xyron, refiriéndose a la cubierta queratinosa del premaxilar, maxilar y paladar que pudo haber sido usada para cortar material vegetal. Por tanto, el nombre Bulbasaurus como tal no se refiere a los Pokémon, ni en particular a su tocayo Bulbasaur. Sin embargo, Kammerer señaló que "si se deseara leer entre líneas en relación a ciertas similitudes, yo no los detendría", y más tarde añadió que "las similitudes entre esta especie y ciertos otros cuadrúpedos rechonchos y con colmillos puede no ser enteramente una coincidencia."

## Descripción

### Premaxilar, maxilar y paladar

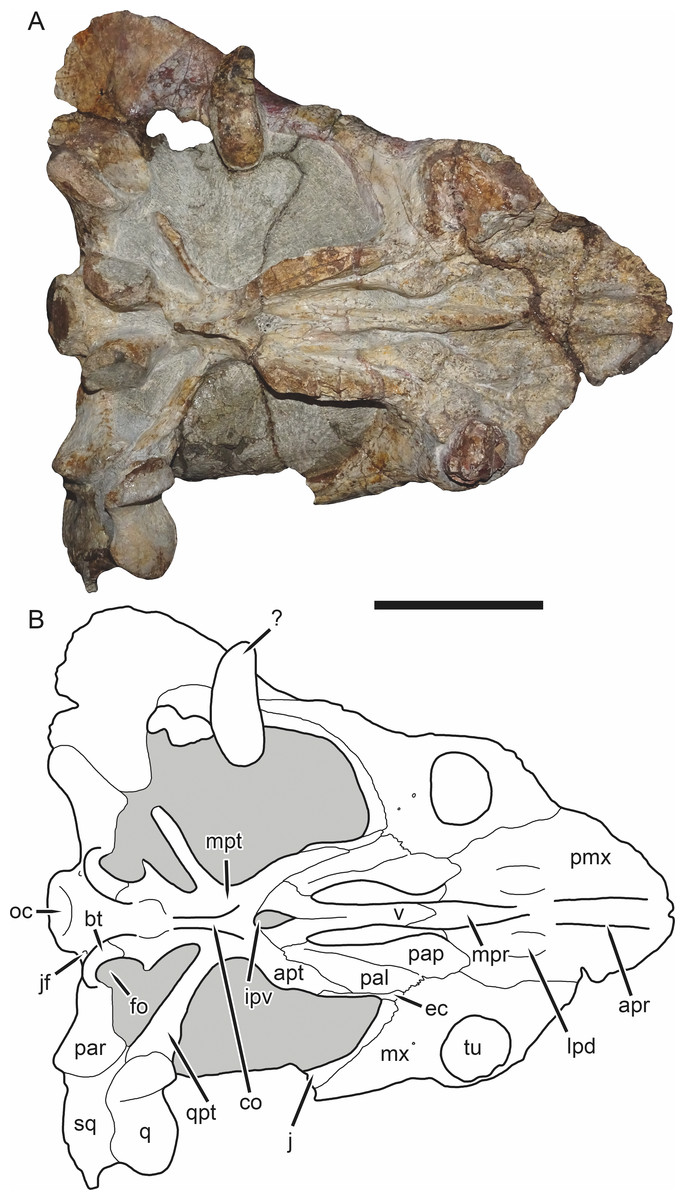
Cráneo holotipo de Bulbasaurus visto desde abajo.

En el frente de la boca de Bulbasaurus, las puntas fusionadas de los premaxilares tiene una notoria forma de gancho, mucho más que en Tropidostoma y otros dicinodontes pero no tanto como en Dinanomodon. A diferencia de Tropidostoma, la cara frontal aplanada de los premaxilares tiene una cresta alta, prominente y estrecha; Aulacephalodon también posee una cresta así, aunque más ancha y menos aguda. La parte posterior de los premaxilares se estrecha y se extiende entre las prominencias rugosas de los huesos nasales. Visto desde abajo, el hueso tiene apariencia de pentágono; la superficie inferior tiene dos crestas cerca del frente, así como una cresta adicional que se extiende hacia atrás desde donde terminan las los crestas anteriores, la cual se vuelve gradualmente más alta y ancha. Estas crestas están separadas por depresiones en el hueso con una profundidad similar, como ocurre en otros geikíidos excepto por Tropidostoma. En los extremos externos del premaxilar, hay crestas bajas y rugosas localizadas cerca de la base de los colmillos.
Más hacia atrás en el interior de la boca, los huesos palatinos están expuestos en una almohadilla palatina, la cual es muy rugosa y pudo haber estado cubierta de queratina, aunque la parte con la que hacía contacto con los premaxilares es lisa e inclinada. La parte posterior de los palatinos es más delgada que el resto del hueso, pero aun así es más gruesa que los de Tropidostoma o Oudenodon, asemejándose en cambio a Aulacephalodon en ese aspecto. Los huesos pterigoides son robustos en contraste con Tropidostoma, y poseen crestas que convergen en un proceso alto en forma de hoja de cuchillo conocido como la crista oesophagea. Los pterigoides además se proyectan hacia afuera en estructuras en forma de barra hasta encontrarse con los huesos cuadrados.
Comparado con otros dicinodontes, los caniniformes maxilares o colmillos de Bulbasaurus eran enormes; el cráneo holotipo, que tiene 14 centímetros de largo, tenía un colmillo con un diámetro de 1.9 centímetros. Solo Aulacephalodon tenía colmillos con un tamaño proporcional comparable, pero estos pertenecen a especímenes adultos mucho mayores que Bulbasaurus (en juveniles del tamaño de Bulbasaurus, los colmillos aún están erupcionando). La raíz del colmillo sobresale por sobre la superficie del maxilar debido a su gran tamaño. La superficie del maxilar está picada con agujeros que sugieren que había alguna clase de cubierta queratinosa, la cual también ha sido inferida para otros dicinodontes. A diferencia de otros geikíidos y como muchos otros dicinodontes criptodontes, no hay una cresta detrás del colmillo, aunque los Aulacephalodon maduros carecen también de esa cresta.

### Huesos nasales y órbita ocular

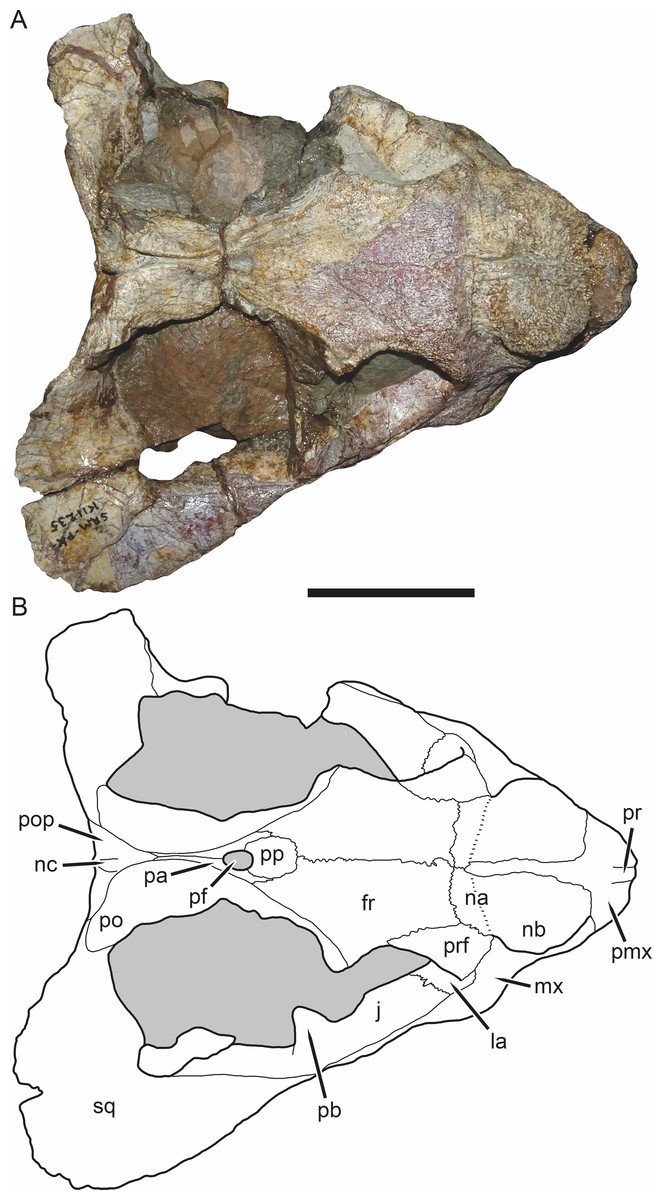
Cráneo holotipo de Bulbasaurus visto desde arriba.

Los huesos nasales, los cuales forman la parte superior del hocico, llevan un par de protuberancias grandes óseas como en otros criptodontes. A diferencia de las protuberancias pequeñas, estrechas, de forma ovalada y de textura lisa vistas en Tropidostoma, las protuberancias rugosas de Bulbasaurus son muy grandes y casi forman una única estructura continua, excepto por una delgada línea en el premaxilar que se extiende hacia atrás entre las protuberancias. Aulacephalodon y Pelanomodon también poseen protuberancias grandes y rugosas, pero estas están claramente separadas en parte por los nasales. En la parte posterior de las protuberancias, hay una delgada línea dentada que se envuelve alrededor de la parte superior y los lados del cráneo separándolos de la órbita ocular, lo cual es típico en los criptodontes con la excepción de Odontocyclops. La sutura entre los nasales y los frontales está levemente elevada en relación con el resto del cráneo; esta misma sutura elevada es vista también en Aulacephalodon y Pelanomodon.
Como es típico en los geikíidos, la región interorbital entre los ojos era bastante ancha. Los huesos lacrimales, prefrontales, frontales y yugales forman el margen de la órbita ocular, y la parte compuesta por los lacrimales tiene una cresta orbital que está mejor desarrollada y más elevada. A diferencia de otros criptodontes, no hay evidencia de un segundo juego de protuberancias en los prefrontales, aunque sus superficies estaban algo engrosadas. Se puede observar una depresión relativamente profunda hacia la mitad en los prefrontales (apenas desarrollada en Tropidostoma y Oudenodon, y ausente en otros geikíidos), la cual se sitúa mayormente entre los ojos y forma unos bordes rugosos que contribuyen a la órbita ocular. Parece que no hay separación entre los huesos postfrontales y frontales, lo cual es probablemente una característica de los adultos como ocurre en Aulacephalodon. Los yugales alargados forman parte del arco cigomático, o hueso de la mejilla, y terminan en la fenestra temporal. También forman parte de las barras temporal y postorbital; Pelanomodon difiere de Bulbasaurus al tener pequeñas protuberancias en la parte posterior de los yugales.

### Cráneo postorbital

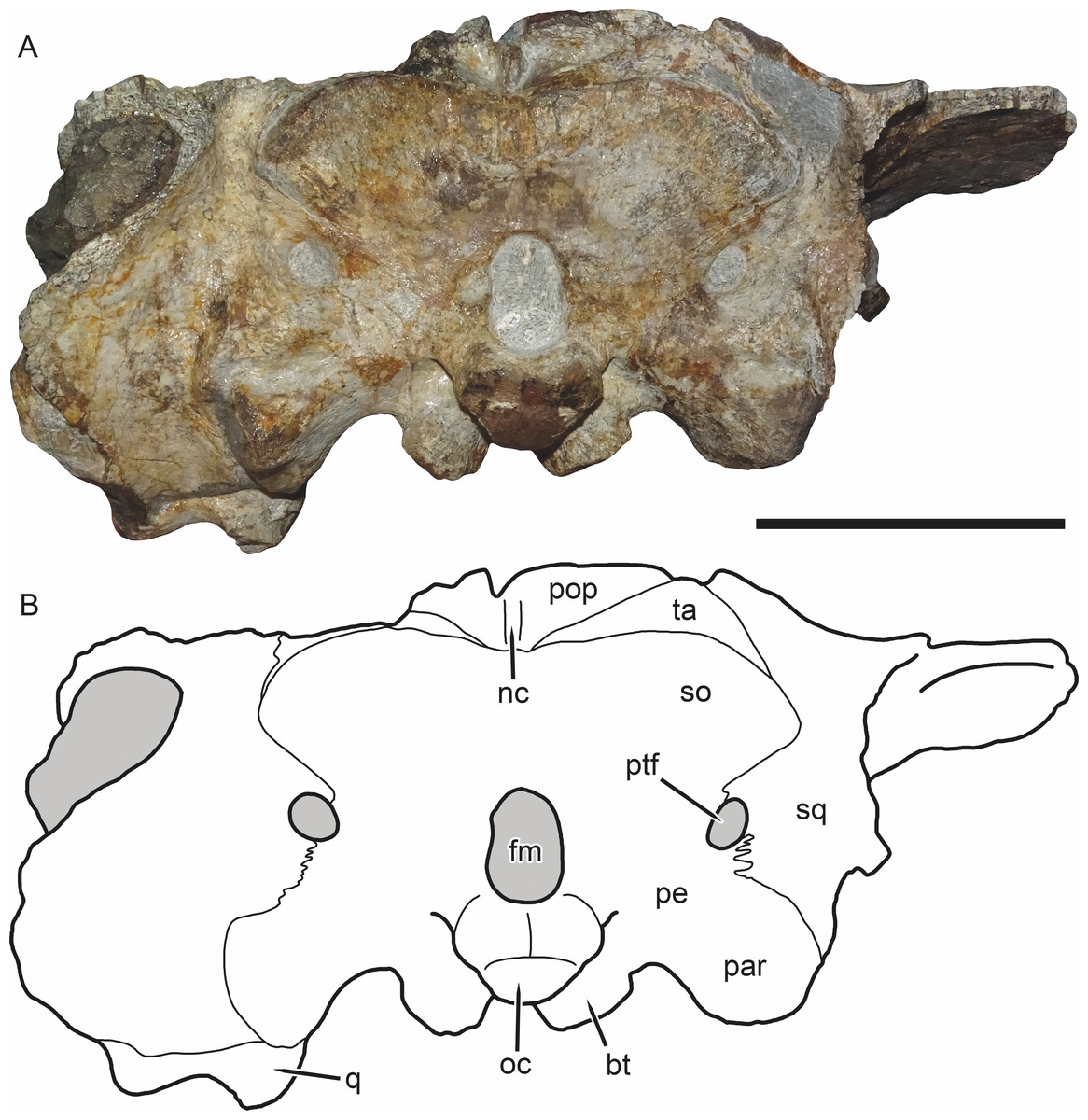
Cráneo holotipo de Bulbasaurus visto por detrás.

La mayor parte de la barra postorbital está compuesta por los huesos postorbitales, los cuales son muy robustos comparados con los de otros criptodontes y los geikíidos. Sin embargo, en comparación con estos últimos, la barra postorbital de Bulbasaurus es relativamente lisa y libre de protuberancias. Los lados de los postorbitales, los cuales habrían servido de anclaje para la musculatura mandibular, son bastante cóncavos. Cerca de la parte posterior, los postorbitales se curvan y convergen para formar una barra intertemporal algo contraída que se solapa a los huesos parietales con extensión variable. El escamosal también contribuye a la barra postorbital; su borde posterior a lo largo de la barra postorbital está algo retorcido en Bulbasaurus, los cual es visto también en otros criptodontes pero fue llevado al extremo en Aulacephalodon y Pelanomodon, en los cuales el hueso ha quedado enteramente girado de modo que su interior sale hacia afuera. Hay proyecciones de los huesos escamosales que rodean parcialmente las fenestras post|temporales en la parte posterior del cráneo, como en Aulacephalodon, Pelanomodon, Oudenodon y Tropidostoma.
En cuanto a los huesos parietales subyacentes, estos son levemente cóncavos. En frente de los parietales están los pequeños huesos preparietales medios, los cuales son relativamente anchos y tienen una punta redondeada, como en Aulacephalodon y Pelanomodon pero a diferencia de Tropidostoma. El foramen pineal está bordeado por los preparietales y parietales, y está rodeado por una cresta simple en lugar de una protuberancia elevada como ocurre en los grandes raquiocefálidos y Endothiodon o en algunos especímenes grandes pertenecientes a Aulacephalodon. En el neurocráneo, las suturas no son visibles, lo que sugiere que los huesos estaban ya muy fusionados. Los huesos occipitales también tienen un grado avanzado de fusión. La contribución de los supraoccipitales a la parte posterior del cráneo es inusualmente extensa y ocupa la mayor parte del área que no es parte de los escamosales por sobre el nivel del foramen magnum. También son inusuales los elementos más pequeños en la parte posterior del cráneo, los postparietales y tabulares. Los postparietales no son parte de la superficie continua y plana de la parte posterior del cráneo, formando en cambio un pivote agudo; adicionalmente, se encuentra una cresta en la mitad de los postparietales que no se extiende en los otros huesos. Por su parte, los tabulares son más anchos que largos.

### Mandíbula y postcráneo

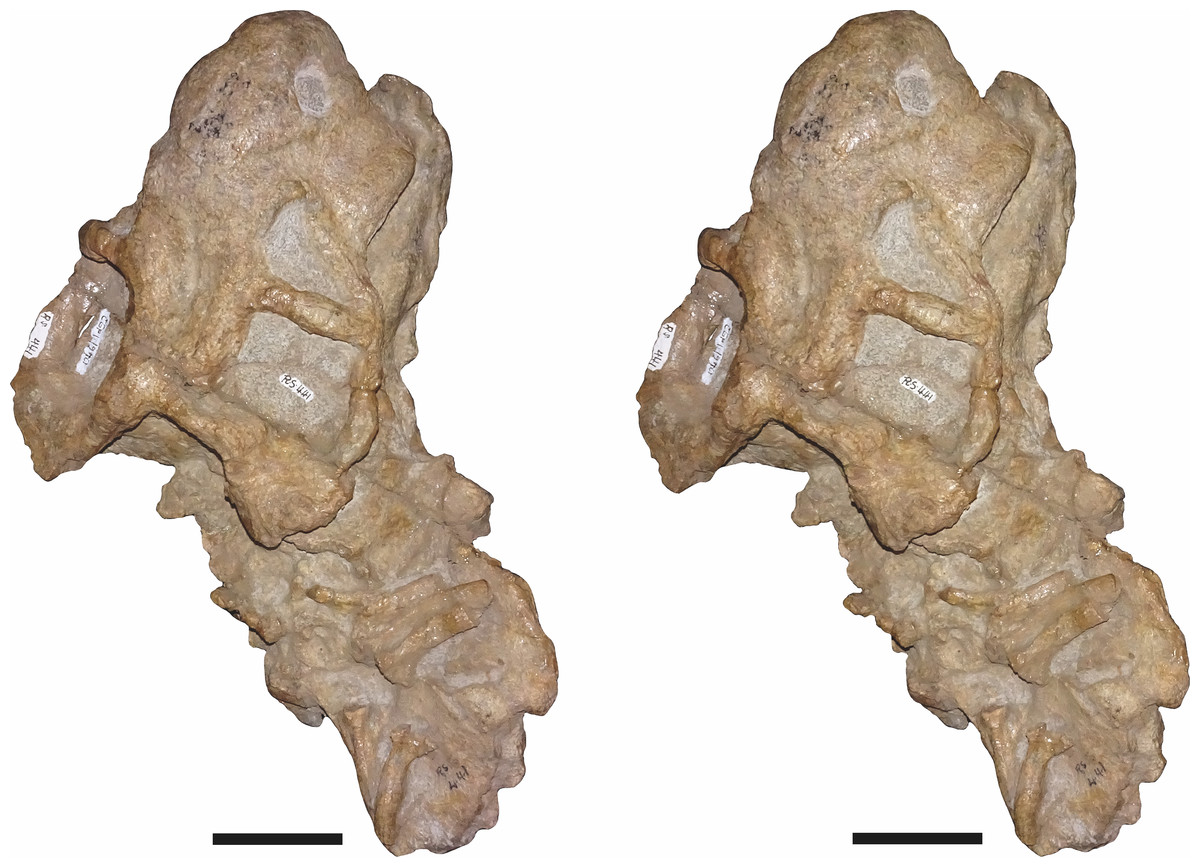
Espécimen referido CGP/1/970 visto desde arriba, con material postcraneano hacia abajo.

La mandíbula de Bulbasaurus era básicamente similar a la de Aulacephalodon. En el frente de la mandíbula, los dos huesos dentarios sin dientes se fusionan para formar un pico continuo con una punta aguda y afilada. La superficie frontal convexa de esta articulación, conocida como sínfisis dentaria, está separada de los lados de los dentarios por crestas afiladas, una condición también observada en Pelanomodon y Geikia pero no así en Aulacephalodon. En general, el dentario era alto y robusto, sobre todo en la sínfisis. Hacia la mitad de los dentarios se hallan las fenestras mandibulares, las cuales son pequeñas y ovaladas, y bordeadas por arriba por una plataforma dentaria que se expande formando una protuberancia. Aparte del cráneo, los otros restos de Bulbasaurus no han sido preparados en su totalidad. Las costillas están ligeramente curvadas y son bicipitales ya que poseen dos cabezas. En el húmero, la cresta deltopectoral era robusta y sumamente separada.

### Ontogenia

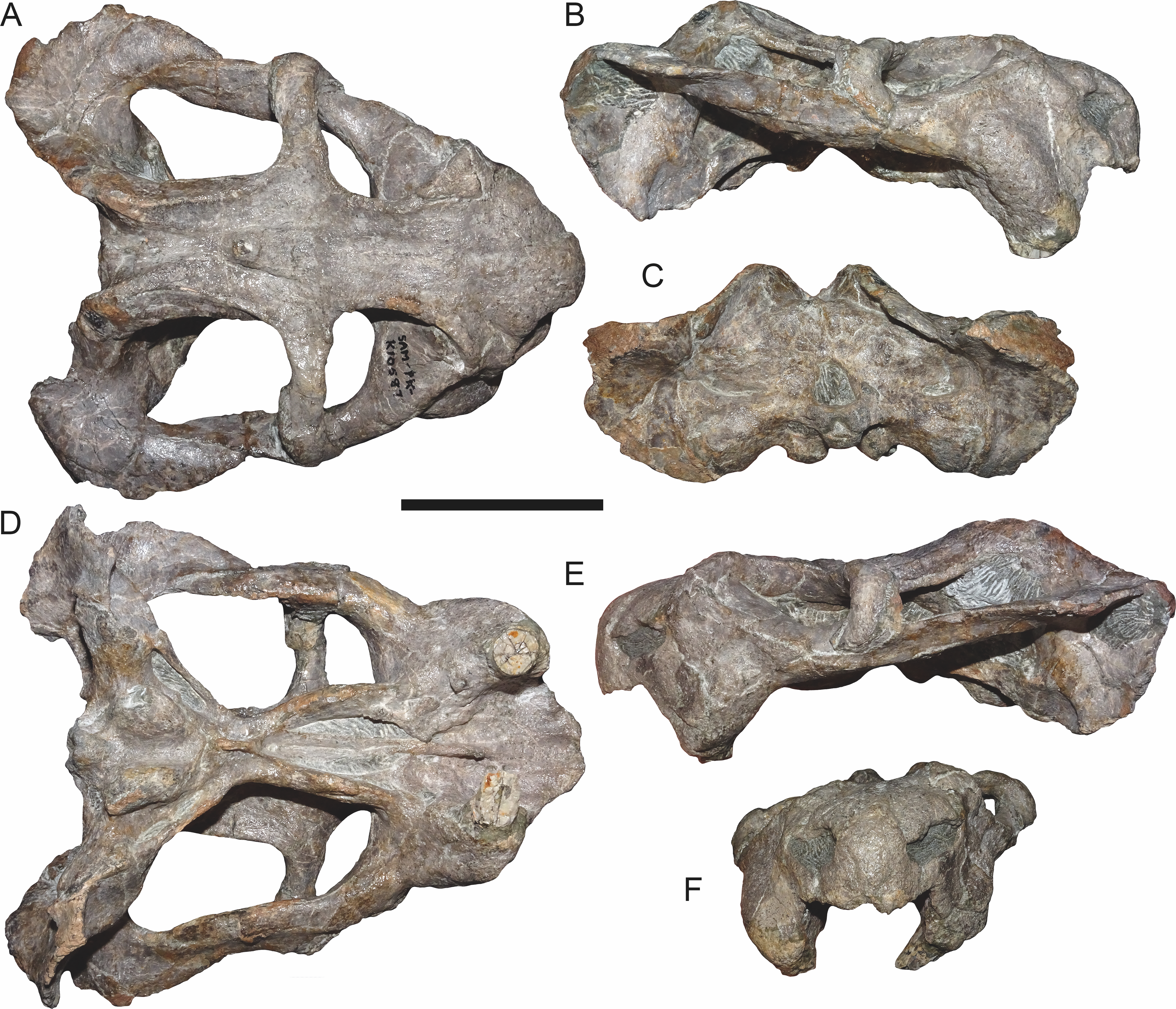
Espécimen juvenil referido, SAM-PK-K10587.

Muchos de los cráneos referidos a Bulbasaurus tienen 13 - 16 centímetros de largo, y dos de ellos (CGP/1/2263 y SAM-PK-K10587) son más pequeños, midiendo 10.9 cm. y 10.4 cm., respectivamente. Los cráneos más grandes generalmente pertenecen a especímenes maduros. Si bien el tamaño de CGP/1/2263 se debe principalmente a la compresión, SAM-PK-K10587 parece ser un individuo juvenil genuino. Notablemente, difiere de otros especímenes por tener un hocico más corto y menos ganchudo; colmillos relativamente pequeños pero aun así completamente erupcionados; protuberancias nasales menos desarrolladas y más separadas por el premaxilar; una región interorbital más estrecha entre los ojos; una región intertemporal más ancha en la parte posterior del cráneo; depresiones relativamente menos desarrolladas en las regiones interorbital e intertemporal; los parietales no se solapan con los postorbitales; y el escamosal apenas se gira en la barra postorbital.
Estas diferencias son probablemente debidas al crecimiento, ya que se han observado transformaciones similares en Aulacephalodon. Sin embargo, en este último (y en todos los otros geikíidos para los cuales se conoce la secuencia de crecimiento) difiere de Bulbasaurus en que el grado de superposición de los parietales por los postorbitales no cambia; en cambio, los parietales mismos simplemente se vuelven más anchos. En este aspecto, Bulbasaurus retuvo la condición ancestral de los criptodontes, la cual también es vista en los rhaquiocefálidos así como en Oudenodon, Tropidostoma y otros oudenodóntidos. En general, el relativamente pequeño Bulbasaurus proporciona evidencia de que la secuencia de crecimiento de los grandes geikíidos tales como Aulacephalodon no se desarrolló junto con su tamaño, sino que ya estaba presente ancestralmente y se conservó a pesar de que los geikíidos crecían.

## Clasificación

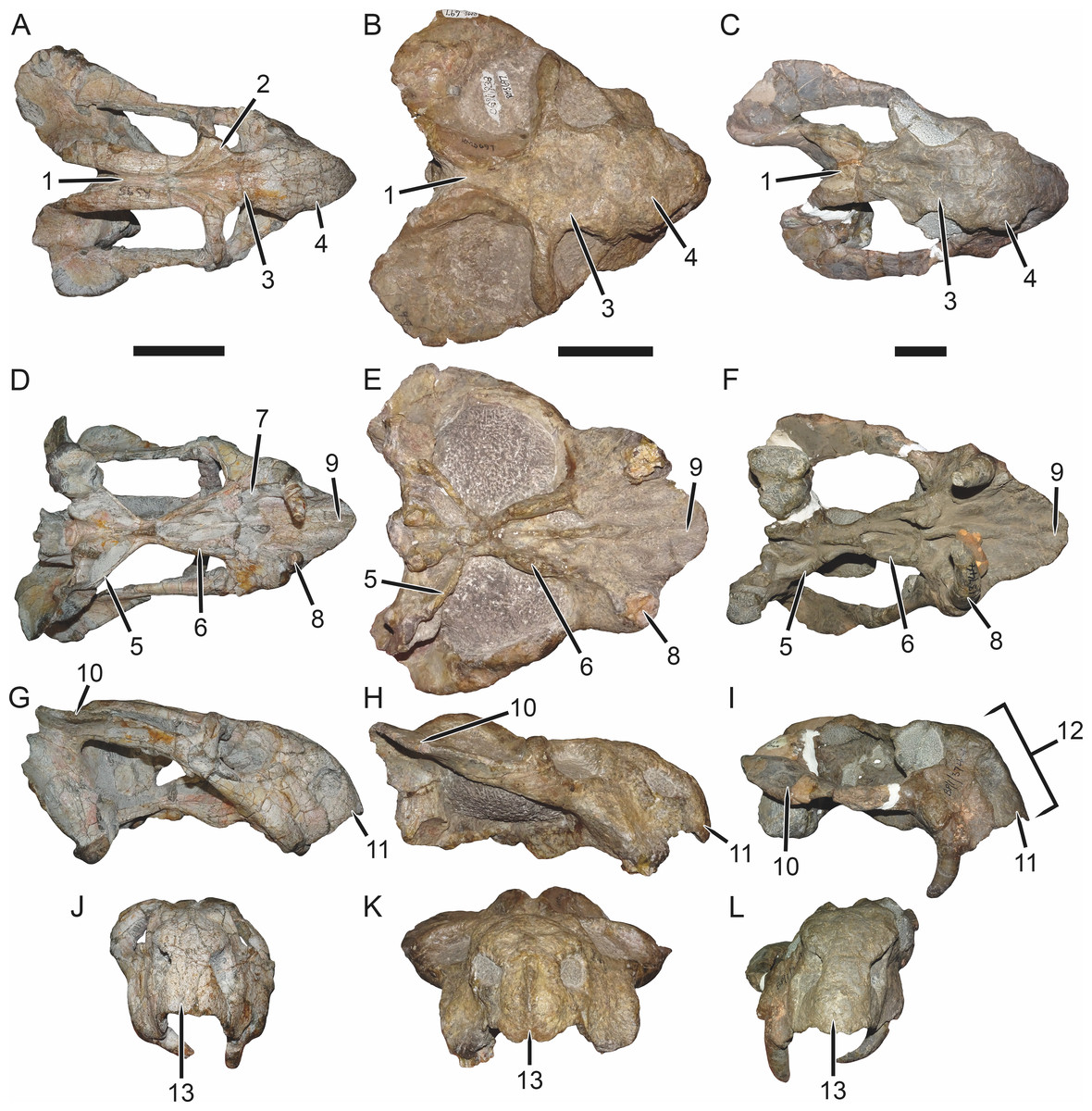
Bulbasaurus (en la segunda columna) comparado con Tropidostoma (primera columna) y Aulacephalodon (tercera columna); los cráneos de los dos últimos están algo aplastados.

En 2017, Bulbasaurus fue asignado al clado Geikiidae de los dicinodontes tomando en cuenta su prominente cresta nasal-frontal, su región interorbital relativamente ancha, y su escamosal torcido en la barra postorbital. Esta asignación fue apoyada con un análisis filogenético basado en otro realizado por Kammerer et al. en 2011, el cual determinó que es el pariente más cercano de Aulacephalodon basándose en su carencia de una cresta detrás de su colmillo (la cual es influenciada por la ontogenia). Sin embargo, esta asignación es algo cuestionable, y forzar a Bulbasaurus ser un geikíido basal por fuera de Geikiinae (el grupo de Aulacephalodon, Geikia y Pelanomodon) solo requiere de un paso evolutivo adicional. En general, los Cryptodontia (incluyendo a Geikiidae) son muy inestables, sugiriendo que las matrices de datos usadas pueden no ser capaces de evaluar suficientemente sus relaciones evolutivas. Un ejemplo del consenso de dos árboles filogenéticos, ilustrando las relaciones entre los criptodontes, se muestra a continuación:

|  | Oudenodon                                                         |
|  |                                                                   |
|  | \| \| Tropidostoma \| \| \| \| \| \| Australobarbarus \| \| \| \| |
|  |                                                                   |
|  | Tropidostoma                                                      |
|  |                                                                   |
|  | Australobarbarus                                                  |
|  |                                                                   |

|  | Tropidostoma     |
|  |                  |
|  | Australobarbarus |
|  |                  |

|  | Oudenodon                                                         |
|  |                                                                   |
|  | \| \| Tropidostoma \| \| \| \| \| \| Australobarbarus \| \| \| \| |
|  |                                                                   |
|  | Tropidostoma                                                      |
|  |                                                                   |
|  | Australobarbarus                                                  |
|  |                                                                   |

|  | Tropidostoma     |
|  |                  |
|  | Australobarbarus |
|  |                  |

|  | Syops                                                                |
|  |                                                                      |
|  | \| \| Rhachiocephalus \| \| \| \| \| \| Kitchinganomodon \| \| \| \| |
|  |                                                                      |
|  | Rhachiocephalus                                                      |
|  |                                                                      |
|  | Kitchinganomodon                                                     |
|  |                                                                      |

|  | Rhachiocephalus  |
|  |                  |
|  | Kitchinganomodon |
|  |                  |

|  | Aulacephalodon |
|  |                |
|  | Bulbasaurus    |
|  |                |

|        | Pelanomodon                                                              |
|        |                                                                          |
| Geikia | \| \| Geikia locusticeps \| \| \| \| \| \| Geikia elginensis \| \| \| \| |
|        | \| \| Geikia locusticeps \| \| \| \| \| \| Geikia elginensis \| \| \| \| |
|        | Geikia locusticeps                                                       |
|        |                                                                          |
|        | Geikia elginensis                                                        |
|        |                                                                          |

|  | Geikia locusticeps |
|  |                    |
|  | Geikia elginensis  |
|  |                    |

|  | Aulacephalodon |
|  |                |
|  | Bulbasaurus    |
|  |                |

|        | Pelanomodon                                                              |
|        |                                                                          |
| Geikia | \| \| Geikia locusticeps \| \| \| \| \| \| Geikia elginensis \| \| \| \| |
|        | \| \| Geikia locusticeps \| \| \| \| \| \| Geikia elginensis \| \| \| \| |
|        | Geikia locusticeps                                                       |
|        |                                                                          |
|        | Geikia elginensis                                                        |
|        |                                                                          |

|  | Geikia locusticeps |
|  |                    |
|  | Geikia elginensis  |
|  |                    |

|  | Syops                                                                |
|  |                                                                      |
|  | \| \| Rhachiocephalus \| \| \| \| \| \| Kitchinganomodon \| \| \| \| |
|  |                                                                      |
|  | Rhachiocephalus                                                      |
|  |                                                                      |
|  | Kitchinganomodon                                                     |
|  |                                                                      |

|  | Rhachiocephalus  |
|  |                  |
|  | Kitchinganomodon |
|  |                  |

|  | Aulacephalodon |
|  |                |
|  | Bulbasaurus    |
|  |                |

|        | Pelanomodon                                                              |
|        |                                                                          |
| Geikia | \| \| Geikia locusticeps \| \| \| \| \| \| Geikia elginensis \| \| \| \| |
|        | \| \| Geikia locusticeps \| \| \| \| \| \| Geikia elginensis \| \| \| \| |
|        | Geikia locusticeps                                                       |
|        |                                                                          |
|        | Geikia elginensis                                                        |
|        |                                                                          |

|  | Geikia locusticeps |
|  |                    |
|  | Geikia elginensis  |
|  |                    |

|  | Aulacephalodon |
|  |                |
|  | Bulbasaurus    |
|  |                |

|        | Pelanomodon                                                              |
|        |                                                                          |
| Geikia | \| \| Geikia locusticeps \| \| \| \| \| \| Geikia elginensis \| \| \| \| |
|        | \| \| Geikia locusticeps \| \| \| \| \| \| Geikia elginensis \| \| \| \| |
|        | Geikia locusticeps                                                       |
|        |                                                                          |
|        | Geikia elginensis                                                        |
|        |                                                                          |

|  | Geikia locusticeps |
|  |                    |
|  | Geikia elginensis  |
|  |                    |

|  | Syops                                                                |
|  |                                                                      |
|  | \| \| Rhachiocephalus \| \| \| \| \| \| Kitchinganomodon \| \| \| \| |
|  |                                                                      |
|  | Rhachiocephalus                                                      |
|  |                                                                      |
|  | Kitchinganomodon                                                     |
|  |                                                                      |

|  | Rhachiocephalus  |
|  |                  |
|  | Kitchinganomodon |
|  |                  |

|  | Aulacephalodon |
|  |                |
|  | Bulbasaurus    |
|  |                |

|        | Pelanomodon                                                              |
|        |                                                                          |
| Geikia | \| \| Geikia locusticeps \| \| \| \| \| \| Geikia elginensis \| \| \| \| |
|        | \| \| Geikia locusticeps \| \| \| \| \| \| Geikia elginensis \| \| \| \| |
|        | Geikia locusticeps                                                       |
|        |                                                                          |
|        | Geikia elginensis                                                        |
|        |                                                                          |

|  | Geikia locusticeps |
|  |                    |
|  | Geikia elginensis  |
|  |                    |

|  | Aulacephalodon |
|  |                |
|  | Bulbasaurus    |
|  |                |

|        | Pelanomodon                                                              |
|        |                                                                          |
| Geikia | \| \| Geikia locusticeps \| \| \| \| \| \| Geikia elginensis \| \| \| \| |
|        | \| \| Geikia locusticeps \| \| \| \| \| \| Geikia elginensis \| \| \| \| |
|        | Geikia locusticeps                                                       |
|        |                                                                          |
|        | Geikia elginensis                                                        |
|        |                                                                          |

|  | Geikia locusticeps |
|  |                    |
|  | Geikia elginensis  |
|  |                    |

|  | Syops                                                                |
|  |                                                                      |
|  | \| \| Rhachiocephalus \| \| \| \| \| \| Kitchinganomodon \| \| \| \| |
|  |                                                                      |
|  | Rhachiocephalus                                                      |
|  |                                                                      |
|  | Kitchinganomodon                                                     |
|  |                                                                      |

|  | Rhachiocephalus  |
|  |                  |
|  | Kitchinganomodon |
|  |                  |

|  | Aulacephalodon |
|  |                |
|  | Bulbasaurus    |
|  |                |

|        | Pelanomodon                                                              |
|        |                                                                          |
| Geikia | \| \| Geikia locusticeps \| \| \| \| \| \| Geikia elginensis \| \| \| \| |
|        | \| \| Geikia locusticeps \| \| \| \| \| \| Geikia elginensis \| \| \| \| |
|        | Geikia locusticeps                                                       |
|        |                                                                          |
|        | Geikia elginensis                                                        |
|        |                                                                          |

|  | Geikia locusticeps |
|  |                    |
|  | Geikia elginensis  |
|  |                    |

|  | Aulacephalodon |
|  |                |
|  | Bulbasaurus    |
|  |                |

|        | Pelanomodon                                                              |
|        |                                                                          |
| Geikia | \| \| Geikia locusticeps \| \| \| \| \| \| Geikia elginensis \| \| \| \| |
|        | \| \| Geikia locusticeps \| \| \| \| \| \| Geikia elginensis \| \| \| \| |
|        | Geikia locusticeps                                                       |
|        |                                                                          |
|        | Geikia elginensis                                                        |
|        |                                                                          |

|  | Geikia locusticeps |
|  |                    |
|  | Geikia elginensis  |
|  |                    |

|  | Oudenodon                                                         |
|  |                                                                   |
|  | \| \| Tropidostoma \| \| \| \| \| \| Australobarbarus \| \| \| \| |
|  |                                                                   |
|  | Tropidostoma                                                      |
|  |                                                                   |
|  | Australobarbarus                                                  |
|  |                                                                   |

|  | Tropidostoma     |
|  |                  |
|  | Australobarbarus |
|  |                  |

|  | Oudenodon                                                         |
|  |                                                                   |
|  | \| \| Tropidostoma \| \| \| \| \| \| Australobarbarus \| \| \| \| |
|  |                                                                   |
|  | Tropidostoma                                                      |
|  |                                                                   |
|  | Australobarbarus                                                  |
|  |                                                                   |

|  | Tropidostoma     |
|  |                  |
|  | Australobarbarus |
|  |                  |

|  | Syops                                                                |
|  |                                                                      |
|  | \| \| Rhachiocephalus \| \| \| \| \| \| Kitchinganomodon \| \| \| \| |
|  |                                                                      |
|  | Rhachiocephalus                                                      |
|  |                                                                      |
|  | Kitchinganomodon                                                     |
|  |                                                                      |

|  | Rhachiocephalus  |
|  |                  |
|  | Kitchinganomodon |
|  |                  |

|  | Aulacephalodon |
|  |                |
|  | Bulbasaurus    |
|  |                |

|        | Pelanomodon                                                              |
|        |                                                                          |
| Geikia | \| \| Geikia locusticeps \| \| \| \| \| \| Geikia elginensis \| \| \| \| |
|        | \| \| Geikia locusticeps \| \| \| \| \| \| Geikia elginensis \| \| \| \| |
|        | Geikia locusticeps                                                       |
|        |                                                                          |
|        | Geikia elginensis                                                        |
|        |                                                                          |

|  | Geikia locusticeps |
|  |                    |
|  | Geikia elginensis  |
|  |                    |

|  | Aulacephalodon |
|  |                |
|  | Bulbasaurus    |
|  |                |

|        | Pelanomodon                                                              |
|        |                                                                          |
| Geikia | \| \| Geikia locusticeps \| \| \| \| \| \| Geikia elginensis \| \| \| \| |
|        | \| \| Geikia locusticeps \| \| \| \| \| \| Geikia elginensis \| \| \| \| |
|        | Geikia locusticeps                                                       |
|        |                                                                          |
|        | Geikia elginensis                                                        |
|        |                                                                          |

|  | Geikia locusticeps |
|  |                    |
|  | Geikia elginensis  |
|  |                    |

|  | Syops                                                                |
|  |                                                                      |
|  | \| \| Rhachiocephalus \| \| \| \| \| \| Kitchinganomodon \| \| \| \| |
|  |                                                                      |
|  | Rhachiocephalus                                                      |
|  |                                                                      |
|  | Kitchinganomodon                                                     |
|  |                                                                      |

|  | Rhachiocephalus  |
|  |                  |
|  | Kitchinganomodon |
|  |                  |

|  | Aulacephalodon |
|  |                |
|  | Bulbasaurus    |
|  |                |

|        | Pelanomodon                                                              |
|        |                                                                          |
| Geikia | \| \| Geikia locusticeps \| \| \| \| \| \| Geikia elginensis \| \| \| \| |
|        | \| \| Geikia locusticeps \| \| \| \| \| \| Geikia elginensis \| \| \| \| |
|        | Geikia locusticeps                                                       |
|        |                                                                          |
|        | Geikia elginensis                                                        |
|        |                                                                          |

|  | Geikia locusticeps |
|  |                    |
|  | Geikia elginensis  |
|  |                    |

|  | Aulacephalodon |
|  |                |
|  | Bulbasaurus    |
|  |                |

|        | Pelanomodon                                                              |
|        |                                                                          |
| Geikia | \| \| Geikia locusticeps \| \| \| \| \| \| Geikia elginensis \| \| \| \| |
|        | \| \| Geikia locusticeps \| \| \| \| \| \| Geikia elginensis \| \| \| \| |
|        | Geikia locusticeps                                                       |
|        |                                                                          |
|        | Geikia elginensis                                                        |
|        |                                                                          |

|  | Geikia locusticeps |
|  |                    |
|  | Geikia elginensis  |
|  |                    |

|  | Syops                                                                |
|  |                                                                      |
|  | \| \| Rhachiocephalus \| \| \| \| \| \| Kitchinganomodon \| \| \| \| |
|  |                                                                      |
|  | Rhachiocephalus                                                      |
|  |                                                                      |
|  | Kitchinganomodon                                                     |
|  |                                                                      |

|  | Rhachiocephalus  |
|  |                  |
|  | Kitchinganomodon |
|  |                  |

|  | Aulacephalodon |
|  |                |
|  | Bulbasaurus    |
|  |                |

|        | Pelanomodon                                                              |
|        |                                                                          |
| Geikia | \| \| Geikia locusticeps \| \| \| \| \| \| Geikia elginensis \| \| \| \| |
|        | \| \| Geikia locusticeps \| \| \| \| \| \| Geikia elginensis \| \| \| \| |
|        | Geikia locusticeps                                                       |
|        |                                                                          |
|        | Geikia elginensis                                                        |
|        |                                                                          |

|  | Geikia locusticeps |
|  |                    |
|  | Geikia elginensis  |
|  |                    |

|  | Aulacephalodon |
|  |                |
|  | Bulbasaurus    |
|  |                |

|        | Pelanomodon                                                              |
|        |                                                                          |
| Geikia | \| \| Geikia locusticeps \| \| \| \| \| \| Geikia elginensis \| \| \| \| |
|        | \| \| Geikia locusticeps \| \| \| \| \| \| Geikia elginensis \| \| \| \| |
|        | Geikia locusticeps                                                       |
|        |                                                                          |
|        | Geikia elginensis                                                        |
|        |                                                                          |

|  | Geikia locusticeps |
|  |                    |
|  | Geikia elginensis  |
|  |                    |

|  | Syops                                                                |
|  |                                                                      |
|  | \| \| Rhachiocephalus \| \| \| \| \| \| Kitchinganomodon \| \| \| \| |
|  |                                                                      |
|  | Rhachiocephalus                                                      |
|  |                                                                      |
|  | Kitchinganomodon                                                     |
|  |                                                                      |

|  | Rhachiocephalus  |
|  |                  |
|  | Kitchinganomodon |
|  |                  |

|  | Aulacephalodon |
|  |                |
|  | Bulbasaurus    |
|  |                |

|        | Pelanomodon                                                              |
|        |                                                                          |
| Geikia | \| \| Geikia locusticeps \| \| \| \| \| \| Geikia elginensis \| \| \| \| |
|        | \| \| Geikia locusticeps \| \| \| \| \| \| Geikia elginensis \| \| \| \| |
|        | Geikia locusticeps                                                       |
|        |                                                                          |
|        | Geikia elginensis                                                        |
|        |                                                                          |

|  | Geikia locusticeps |
|  |                    |
|  | Geikia elginensis  |
|  |                    |

|  | Aulacephalodon |
|  |                |
|  | Bulbasaurus    |
|  |                |

|        | Pelanomodon                                                              |
|        |                                                                          |
| Geikia | \| \| Geikia locusticeps \| \| \| \| \| \| Geikia elginensis \| \| \| \| |
|        | \| \| Geikia locusticeps \| \| \| \| \| \| Geikia elginensis \| \| \| \| |
|        | Geikia locusticeps                                                       |
|        |                                                                          |
|        | Geikia elginensis                                                        |
|        |                                                                          |

|  | Geikia locusticeps |
|  |                    |
|  | Geikia elginensis  |
|  |                    |

|  | Oudenodon                                                         |
|  |                                                                   |
|  | \| \| Tropidostoma \| \| \| \| \| \| Australobarbarus \| \| \| \| |
|  |                                                                   |
|  | Tropidostoma                                                      |
|  |                                                                   |
|  | Australobarbarus                                                  |
|  |                                                                   |

|  | Tropidostoma     |
|  |                  |
|  | Australobarbarus |
|  |                  |

|  | Oudenodon                                                         |
|  |                                                                   |
|  | \| \| Tropidostoma \| \| \| \| \| \| Australobarbarus \| \| \| \| |
|  |                                                                   |
|  | Tropidostoma                                                      |
|  |                                                                   |
|  | Australobarbarus                                                  |
|  |                                                                   |

|  | Tropidostoma     |
|  |                  |
|  | Australobarbarus |
|  |                  |

|  | Syops                                                                |
|  |                                                                      |
|  | \| \| Rhachiocephalus \| \| \| \| \| \| Kitchinganomodon \| \| \| \| |
|  |                                                                      |
|  | Rhachiocephalus                                                      |
|  |                                                                      |
|  | Kitchinganomodon                                                     |
|  |                                                                      |

|  | Rhachiocephalus  |
|  |                  |
|  | Kitchinganomodon |
|  |                  |

|  | Aulacephalodon |
|  |                |
|  | Bulbasaurus    |
|  |                |

|        | Pelanomodon                                                              |
|        |                                                                          |
| Geikia | \| \| Geikia locusticeps \| \| \| \| \| \| Geikia elginensis \| \| \| \| |
|        | \| \| Geikia locusticeps \| \| \| \| \| \| Geikia elginensis \| \| \| \| |
|        | Geikia locusticeps                                                       |
|        |                                                                          |
|        | Geikia elginensis                                                        |
|        |                                                                          |

|  | Geikia locusticeps |
|  |                    |
|  | Geikia elginensis  |
|  |                    |

|  | Aulacephalodon |
|  |                |
|  | Bulbasaurus    |
|  |                |

|        | Pelanomodon                                                              |
|        |                                                                          |
| Geikia | \| \| Geikia locusticeps \| \| \| \| \| \| Geikia elginensis \| \| \| \| |
|        | \| \| Geikia locusticeps \| \| \| \| \| \| Geikia elginensis \| \| \| \| |
|        | Geikia locusticeps                                                       |
|        |                                                                          |
|        | Geikia elginensis                                                        |
|        |                                                                          |

|  | Geikia locusticeps |
|  |                    |
|  | Geikia elginensis  |
|  |                    |

|  | Syops                                                                |
|  |                                                                      |
|  | \| \| Rhachiocephalus \| \| \| \| \| \| Kitchinganomodon \| \| \| \| |
|  |                                                                      |
|  | Rhachiocephalus                                                      |
|  |                                                                      |
|  | Kitchinganomodon                                                     |
|  |                                                                      |

|  | Rhachiocephalus  |
|  |                  |
|  | Kitchinganomodon |
|  |                  |

|  | Aulacephalodon |
|  |                |
|  | Bulbasaurus    |
|  |                |

|        | Pelanomodon                                                              |
|        |                                                                          |
| Geikia | \| \| Geikia locusticeps \| \| \| \| \| \| Geikia elginensis \| \| \| \| |
|        | \| \| Geikia locusticeps \| \| \| \| \| \| Geikia elginensis \| \| \| \| |
|        | Geikia locusticeps                                                       |
|        |                                                                          |
|        | Geikia elginensis                                                        |
|        |                                                                          |

|  | Geikia locusticeps |
|  |                    |
|  | Geikia elginensis  |
|  |                    |

|  | Aulacephalodon |
|  |                |
|  | Bulbasaurus    |
|  |                |

|        | Pelanomodon                                                              |
|        |                                                                          |
| Geikia | \| \| Geikia locusticeps \| \| \| \| \| \| Geikia elginensis \| \| \| \| |
|        | \| \| Geikia locusticeps \| \| \| \| \| \| Geikia elginensis \| \| \| \| |
|        | Geikia locusticeps                                                       |
|        |                                                                          |
|        | Geikia elginensis                                                        |
|        |                                                                          |

|  | Geikia locusticeps |
|  |                    |
|  | Geikia elginensis  |
|  |                    |

|  | Syops                                                                |
|  |                                                                      |
|  | \| \| Rhachiocephalus \| \| \| \| \| \| Kitchinganomodon \| \| \| \| |
|  |                                                                      |
|  | Rhachiocephalus                                                      |
|  |                                                                      |
|  | Kitchinganomodon                                                     |
|  |                                                                      |

|  | Rhachiocephalus  |
|  |                  |
|  | Kitchinganomodon |
|  |                  |

|  | Aulacephalodon |
|  |                |
|  | Bulbasaurus    |
|  |                |

|        | Pelanomodon                                                              |
|        |                                                                          |
| Geikia | \| \| Geikia locusticeps \| \| \| \| \| \| Geikia elginensis \| \| \| \| |
|        | \| \| Geikia locusticeps \| \| \| \| \| \| Geikia elginensis \| \| \| \| |
|        | Geikia locusticeps                                                       |
|        |                                                                          |
|        | Geikia elginensis                                                        |
|        |                                                                          |

|  | Geikia locusticeps |
|  |                    |
|  | Geikia elginensis  |
|  |                    |

|  | Aulacephalodon |
|  |                |
|  | Bulbasaurus    |
|  |                |

|        | Pelanomodon                                                              |
|        |                                                                          |
| Geikia | \| \| Geikia locusticeps \| \| \| \| \| \| Geikia elginensis \| \| \| \| |
|        | \| \| Geikia locusticeps \| \| \| \| \| \| Geikia elginensis \| \| \| \| |
|        | Geikia locusticeps                                                       |
|        |                                                                          |
|        | Geikia elginensis                                                        |
|        |                                                                          |

|  | Geikia locusticeps |
|  |                    |
|  | Geikia elginensis  |
|  |                    |

|  | Syops                                                                |
|  |                                                                      |
|  | \| \| Rhachiocephalus \| \| \| \| \| \| Kitchinganomodon \| \| \| \| |
|  |                                                                      |
|  | Rhachiocephalus                                                      |
|  |                                                                      |
|  | Kitchinganomodon                                                     |
|  |                                                                      |

|  | Rhachiocephalus  |
|  |                  |
|  | Kitchinganomodon |
|  |                  |

|  | Aulacephalodon |
|  |                |
|  | Bulbasaurus    |
|  |                |

|        | Pelanomodon                                                              |
|        |                                                                          |
| Geikia | \| \| Geikia locusticeps \| \| \| \| \| \| Geikia elginensis \| \| \| \| |
|        | \| \| Geikia locusticeps \| \| \| \| \| \| Geikia elginensis \| \| \| \| |
|        | Geikia locusticeps                                                       |
|        |                                                                          |
|        | Geikia elginensis                                                        |
|        |                                                                          |

|  | Geikia locusticeps |
|  |                    |
|  | Geikia elginensis  |
|  |                    |

|  | Aulacephalodon |
|  |                |
|  | Bulbasaurus    |
|  |                |

|        | Pelanomodon                                                              |
|        |                                                                          |
| Geikia | \| \| Geikia locusticeps \| \| \| \| \| \| Geikia elginensis \| \| \| \| |
|        | \| \| Geikia locusticeps \| \| \| \| \| \| Geikia elginensis \| \| \| \| |
|        | Geikia locusticeps                                                       |
|        |                                                                          |
|        | Geikia elginensis                                                        |
|        |                                                                          |

|  | Geikia locusticeps |
|  |                    |
|  | Geikia elginensis  |
|  |                    |

|  | Oudenodon                                                         |
|  |                                                                   |
|  | \| \| Tropidostoma \| \| \| \| \| \| Australobarbarus \| \| \| \| |
|  |                                                                   |
|  | Tropidostoma                                                      |
|  |                                                                   |
|  | Australobarbarus                                                  |
|  |                                                                   |

|  | Tropidostoma     |
|  |                  |
|  | Australobarbarus |
|  |                  |

|  | Oudenodon                                                         |
|  |                                                                   |
|  | \| \| Tropidostoma \| \| \| \| \| \| Australobarbarus \| \| \| \| |
|  |                                                                   |
|  | Tropidostoma                                                      |
|  |                                                                   |
|  | Australobarbarus                                                  |
|  |                                                                   |

|  | Tropidostoma     |
|  |                  |
|  | Australobarbarus |
|  |                  |

|  | Syops                                                                |
|  |                                                                      |
|  | \| \| Rhachiocephalus \| \| \| \| \| \| Kitchinganomodon \| \| \| \| |
|  |                                                                      |
|  | Rhachiocephalus                                                      |
|  |                                                                      |
|  | Kitchinganomodon                                                     |
|  |                                                                      |

|  | Rhachiocephalus  |
|  |                  |
|  | Kitchinganomodon |
|  |                  |

|  | Aulacephalodon |
|  |                |
|  | Bulbasaurus    |
|  |                |

|        | Pelanomodon                                                              |
|        |                                                                          |
| Geikia | \| \| Geikia locusticeps \| \| \| \| \| \| Geikia elginensis \| \| \| \| |
|        | \| \| Geikia locusticeps \| \| \| \| \| \| Geikia elginensis \| \| \| \| |
|        | Geikia locusticeps                                                       |
|        |                                                                          |
|        | Geikia elginensis                                                        |
|        |                                                                          |

|  | Geikia locusticeps |
|  |                    |
|  | Geikia elginensis  |
|  |                    |

|  | Aulacephalodon |
|  |                |
|  | Bulbasaurus    |
|  |                |

|        | Pelanomodon                                                              |
|        |                                                                          |
| Geikia | \| \| Geikia locusticeps \| \| \| \| \| \| Geikia elginensis \| \| \| \| |
|        | \| \| Geikia locusticeps \| \| \| \| \| \| Geikia elginensis \| \| \| \| |
|        | Geikia locusticeps                                                       |
|        |                                                                          |
|        | Geikia elginensis                                                        |
|        |                                                                          |

|  | Geikia locusticeps |
|  |                    |
|  | Geikia elginensis  |
|  |                    |

|  | Syops                                                                |
|  |                                                                      |
|  | \| \| Rhachiocephalus \| \| \| \| \| \| Kitchinganomodon \| \| \| \| |
|  |                                                                      |
|  | Rhachiocephalus                                                      |
|  |                                                                      |
|  | Kitchinganomodon                                                     |
|  |                                                                      |

|  | Rhachiocephalus  |
|  |                  |
|  | Kitchinganomodon |
|  |                  |

|  | Aulacephalodon |
|  |                |
|  | Bulbasaurus    |
|  |                |

|        | Pelanomodon                                                              |
|        |                                                                          |
| Geikia | \| \| Geikia locusticeps \| \| \| \| \| \| Geikia elginensis \| \| \| \| |
|        | \| \| Geikia locusticeps \| \| \| \| \| \| Geikia elginensis \| \| \| \| |
|        | Geikia locusticeps                                                       |
|        |                                                                          |
|        | Geikia elginensis                                                        |
|        |                                                                          |

|  | Geikia locusticeps |
|  |                    |
|  | Geikia elginensis  |
|  |                    |

|  | Aulacephalodon |
|  |                |
|  | Bulbasaurus    |
|  |                |

|        | Pelanomodon                                                              |
|        |                                                                          |
| Geikia | \| \| Geikia locusticeps \| \| \| \| \| \| Geikia elginensis \| \| \| \| |
|        | \| \| Geikia locusticeps \| \| \| \| \| \| Geikia elginensis \| \| \| \| |
|        | Geikia locusticeps                                                       |
|        |                                                                          |
|        | Geikia elginensis                                                        |
|        |                                                                          |

|  | Geikia locusticeps |
|  |                    |
|  | Geikia elginensis  |
|  |                    |

|  | Syops                                                                |
|  |                                                                      |
|  | \| \| Rhachiocephalus \| \| \| \| \| \| Kitchinganomodon \| \| \| \| |
|  |                                                                      |
|  | Rhachiocephalus                                                      |
|  |                                                                      |
|  | Kitchinganomodon                                                     |
|  |                                                                      |

|  | Rhachiocephalus  |
|  |                  |
|  | Kitchinganomodon |
|  |                  |

|  | Aulacephalodon |
|  |                |
|  | Bulbasaurus    |
|  |                |

|        | Pelanomodon                                                              |
|        |                                                                          |
| Geikia | \| \| Geikia locusticeps \| \| \| \| \| \| Geikia elginensis \| \| \| \| |
|        | \| \| Geikia locusticeps \| \| \| \| \| \| Geikia elginensis \| \| \| \| |
|        | Geikia locusticeps                                                       |
|        |                                                                          |
|        | Geikia elginensis                                                        |
|        |                                                                          |

|  | Geikia locusticeps |
|  |                    |
|  | Geikia elginensis  |
|  |                    |

|  | Aulacephalodon |
|  |                |
|  | Bulbasaurus    |
|  |                |

|        | Pelanomodon                                                              |
|        |                                                                          |
| Geikia | \| \| Geikia locusticeps \| \| \| \| \| \| Geikia elginensis \| \| \| \| |
|        | \| \| Geikia locusticeps \| \| \| \| \| \| Geikia elginensis \| \| \| \| |
|        | Geikia locusticeps                                                       |
|        |                                                                          |
|        | Geikia elginensis                                                        |
|        |                                                                          |

|  | Geikia locusticeps |
|  |                    |
|  | Geikia elginensis  |
|  |                    |

|  | Syops                                                                |
|  |                                                                      |
|  | \| \| Rhachiocephalus \| \| \| \| \| \| Kitchinganomodon \| \| \| \| |
|  |                                                                      |
|  | Rhachiocephalus                                                      |
|  |                                                                      |
|  | Kitchinganomodon                                                     |
|  |                                                                      |

|  | Rhachiocephalus  |
|  |                  |
|  | Kitchinganomodon |
|  |                  |

|  | Aulacephalodon |
|  |                |
|  | Bulbasaurus    |
|  |                |

|        | Pelanomodon                                                              |
|        |                                                                          |
| Geikia | \| \| Geikia locusticeps \| \| \| \| \| \| Geikia elginensis \| \| \| \| |
|        | \| \| Geikia locusticeps \| \| \| \| \| \| Geikia elginensis \| \| \| \| |
|        | Geikia locusticeps                                                       |
|        |                                                                          |
|        | Geikia elginensis                                                        |
|        |                                                                          |

|  | Geikia locusticeps |
|  |                    |
|  | Geikia elginensis  |
|  |                    |

|  | Aulacephalodon |
|  |                |
|  | Bulbasaurus    |
|  |                |

|        | Pelanomodon                                                              |
|        |                                                                          |
| Geikia | \| \| Geikia locusticeps \| \| \| \| \| \| Geikia elginensis \| \| \| \| |
|        | \| \| Geikia locusticeps \| \| \| \| \| \| Geikia elginensis \| \| \| \| |
|        | Geikia locusticeps                                                       |
|        |                                                                          |
|        | Geikia elginensis                                                        |
|        |                                                                          |

|  | Geikia locusticeps |
|  |                    |
|  | Geikia elginensis  |
|  |                    |

|  | Oudenodon                                                         |
|  |                                                                   |
|  | \| \| Tropidostoma \| \| \| \| \| \| Australobarbarus \| \| \| \| |
|  |                                                                   |
|  | Tropidostoma                                                      |
|  |                                                                   |
|  | Australobarbarus                                                  |
|  |                                                                   |

|  | Tropidostoma     |
|  |                  |
|  | Australobarbarus |
|  |                  |

|  | Oudenodon                                                         |
|  |                                                                   |
|  | \| \| Tropidostoma \| \| \| \| \| \| Australobarbarus \| \| \| \| |
|  |                                                                   |
|  | Tropidostoma                                                      |
|  |                                                                   |
|  | Australobarbarus                                                  |
|  |                                                                   |

|  | Tropidostoma     |
|  |                  |
|  | Australobarbarus |
|  |                  |

|  | Syops                                                                |
|  |                                                                      |
|  | \| \| Rhachiocephalus \| \| \| \| \| \| Kitchinganomodon \| \| \| \| |
|  |                                                                      |
|  | Rhachiocephalus                                                      |
|  |                                                                      |
|  | Kitchinganomodon                                                     |
|  |                                                                      |

|  | Rhachiocephalus  |
|  |                  |
|  | Kitchinganomodon |
|  |                  |

|  | Aulacephalodon |
|  |                |
|  | Bulbasaurus    |
|  |                |

|        | Pelanomodon                                                              |
|        |                                                                          |
| Geikia | \| \| Geikia locusticeps \| \| \| \| \| \| Geikia elginensis \| \| \| \| |
|        | \| \| Geikia locusticeps \| \| \| \| \| \| Geikia elginensis \| \| \| \| |
|        | Geikia locusticeps                                                       |
|        |                                                                          |
|        | Geikia elginensis                                                        |
|        |                                                                          |

|  | Geikia locusticeps |
|  |                    |
|  | Geikia elginensis  |
|  |                    |

|  | Aulacephalodon |
|  |                |
|  | Bulbasaurus    |
|  |                |

|        | Pelanomodon                                                              |
|        |                                                                          |
| Geikia | \| \| Geikia locusticeps \| \| \| \| \| \| Geikia elginensis \| \| \| \| |
|        | \| \| Geikia locusticeps \| \| \| \| \| \| Geikia elginensis \| \| \| \| |
|        | Geikia locusticeps                                                       |
|        |                                                                          |
|        | Geikia elginensis                                                        |
|        |                                                                          |

|  | Geikia locusticeps |
|  |                    |
|  | Geikia elginensis  |
|  |                    |

|  | Syops                                                                |
|  |                                                                      |
|  | \| \| Rhachiocephalus \| \| \| \| \| \| Kitchinganomodon \| \| \| \| |
|  |                                                                      |
|  | Rhachiocephalus                                                      |
|  |                                                                      |
|  | Kitchinganomodon                                                     |
|  |                                                                      |

|  | Rhachiocephalus  |
|  |                  |
|  | Kitchinganomodon |
|  |                  |

|  | Aulacephalodon |
|  |                |
|  | Bulbasaurus    |
|  |                |

|        | Pelanomodon                                                              |
|        |                                                                          |
| Geikia | \| \| Geikia locusticeps \| \| \| \| \| \| Geikia elginensis \| \| \| \| |
|        | \| \| Geikia locusticeps \| \| \| \| \| \| Geikia elginensis \| \| \| \| |
|        | Geikia locusticeps                                                       |
|        |                                                                          |
|        | Geikia elginensis                                                        |
|        |                                                                          |

|  | Geikia locusticeps |
|  |                    |
|  | Geikia elginensis  |
|  |                    |

|  | Aulacephalodon |
|  |                |
|  | Bulbasaurus    |
|  |                |

|        | Pelanomodon                                                              |
|        |                                                                          |
| Geikia | \| \| Geikia locusticeps \| \| \| \| \| \| Geikia elginensis \| \| \| \| |
|        | \| \| Geikia locusticeps \| \| \| \| \| \| Geikia elginensis \| \| \| \| |
|        | Geikia locusticeps                                                       |
|        |                                                                          |
|        | Geikia elginensis                                                        |
|        |                                                                          |

|  | Geikia locusticeps |
|  |                    |
|  | Geikia elginensis  |
|  |                    |

|  | Syops                                                                |
|  |                                                                      |
|  | \| \| Rhachiocephalus \| \| \| \| \| \| Kitchinganomodon \| \| \| \| |
|  |                                                                      |
|  | Rhachiocephalus                                                      |
|  |                                                                      |
|  | Kitchinganomodon                                                     |
|  |                                                                      |

|  | Rhachiocephalus  |
|  |                  |
|  | Kitchinganomodon |
|  |                  |

|  | Aulacephalodon |
|  |                |
|  | Bulbasaurus    |
|  |                |

|        | Pelanomodon                                                              |
|        |                                                                          |
| Geikia | \| \| Geikia locusticeps \| \| \| \| \| \| Geikia elginensis \| \| \| \| |
|        | \| \| Geikia locusticeps \| \| \| \| \| \| Geikia elginensis \| \| \| \| |
|        | Geikia locusticeps                                                       |
|        |                                                                          |
|        | Geikia elginensis                                                        |
|        |                                                                          |

|  | Geikia locusticeps |
|  |                    |
|  | Geikia elginensis  |
|  |                    |

|  | Aulacephalodon |
|  |                |
|  | Bulbasaurus    |
|  |                |

|        | Pelanomodon                                                              |
|        |                                                                          |
| Geikia | \| \| Geikia locusticeps \| \| \| \| \| \| Geikia elginensis \| \| \| \| |
|        | \| \| Geikia locusticeps \| \| \| \| \| \| Geikia elginensis \| \| \| \| |
|        | Geikia locusticeps                                                       |
|        |                                                                          |
|        | Geikia elginensis                                                        |
|        |                                                                          |

|  | Geikia locusticeps |
|  |                    |
|  | Geikia elginensis  |
|  |                    |

|  | Syops                                                                |
|  |                                                                      |
|  | \| \| Rhachiocephalus \| \| \| \| \| \| Kitchinganomodon \| \| \| \| |
|  |                                                                      |
|  | Rhachiocephalus                                                      |
|  |                                                                      |
|  | Kitchinganomodon                                                     |
|  |                                                                      |

|  | Rhachiocephalus  |
|  |                  |
|  | Kitchinganomodon |
|  |                  |

|  | Aulacephalodon |
|  |                |
|  | Bulbasaurus    |
|  |                |

|        | Pelanomodon                                                              |
|        |                                                                          |
| Geikia | \| \| Geikia locusticeps \| \| \| \| \| \| Geikia elginensis \| \| \| \| |
|        | \| \| Geikia locusticeps \| \| \| \| \| \| Geikia elginensis \| \| \| \| |
|        | Geikia locusticeps                                                       |
|        |                                                                          |
|        | Geikia elginensis                                                        |
|        |                                                                          |

|  | Geikia locusticeps |
|  |                    |
|  | Geikia elginensis  |
|  |                    |

|  | Aulacephalodon |
|  |                |
|  | Bulbasaurus    |
|  |                |

|        | Pelanomodon                                                              |
|        |                                                                          |
| Geikia | \| \| Geikia locusticeps \| \| \| \| \| \| Geikia elginensis \| \| \| \| |
|        | \| \| Geikia locusticeps \| \| \| \| \| \| Geikia elginensis \| \| \| \| |
|        | Geikia locusticeps                                                       |
|        |                                                                          |
|        | Geikia elginensis                                                        |
|        |                                                                          |

|  | Geikia locusticeps |
|  |                    |
|  | Geikia elginensis  |
|  |                    |

|  | Oudenodon                                                         |
|  |                                                                   |
|  | \| \| Tropidostoma \| \| \| \| \| \| Australobarbarus \| \| \| \| |
|  |                                                                   |
|  | Tropidostoma                                                      |
|  |                                                                   |
|  | Australobarbarus                                                  |
|  |                                                                   |

|  | Tropidostoma     |
|  |                  |
|  | Australobarbarus |
|  |                  |

|  | Oudenodon                                                         |
|  |                                                                   |
|  | \| \| Tropidostoma \| \| \| \| \| \| Australobarbarus \| \| \| \| |
|  |                                                                   |
|  | Tropidostoma                                                      |
|  |                                                                   |
|  | Australobarbarus                                                  |
|  |                                                                   |

|  | Tropidostoma     |
|  |                  |
|  | Australobarbarus |
|  |                  |

|  | Syops                                                                |
|  |                                                                      |
|  | \| \| Rhachiocephalus \| \| \| \| \| \| Kitchinganomodon \| \| \| \| |
|  |                                                                      |
|  | Rhachiocephalus                                                      |
|  |                                                                      |
|  | Kitchinganomodon                                                     |
|  |                                                                      |

|  | Rhachiocephalus  |
|  |                  |
|  | Kitchinganomodon |
|  |                  |

|  | Aulacephalodon |
|  |                |
|  | Bulbasaurus    |
|  |                |

|        | Pelanomodon                                                              |
|        |                                                                          |
| Geikia | \| \| Geikia locusticeps \| \| \| \| \| \| Geikia elginensis \| \| \| \| |
|        | \| \| Geikia locusticeps \| \| \| \| \| \| Geikia elginensis \| \| \| \| |
|        | Geikia locusticeps                                                       |
|        |                                                                          |
|        | Geikia elginensis                                                        |
|        |                                                                          |

|  | Geikia locusticeps |
|  |                    |
|  | Geikia elginensis  |
|  |                    |

|  | Aulacephalodon |
|  |                |
|  | Bulbasaurus    |
|  |                |

|        | Pelanomodon                                                              |
|        |                                                                          |
| Geikia | \| \| Geikia locusticeps \| \| \| \| \| \| Geikia elginensis \| \| \| \| |
|        | \| \| Geikia locusticeps \| \| \| \| \| \| Geikia elginensis \| \| \| \| |
|        | Geikia locusticeps                                                       |
|        |                                                                          |
|        | Geikia elginensis                                                        |
|        |                                                                          |

|  | Geikia locusticeps |
|  |                    |
|  | Geikia elginensis  |
|  |                    |

|  | Syops                                                                |
|  |                                                                      |
|  | \| \| Rhachiocephalus \| \| \| \| \| \| Kitchinganomodon \| \| \| \| |
|  |                                                                      |
|  | Rhachiocephalus                                                      |
|  |                                                                      |
|  | Kitchinganomodon                                                     |
|  |                                                                      |

|  | Rhachiocephalus  |
|  |                  |
|  | Kitchinganomodon |
|  |                  |

|  | Aulacephalodon |
|  |                |
|  | Bulbasaurus    |
|  |                |

|        | Pelanomodon                                                              |
|        |                                                                          |
| Geikia | \| \| Geikia locusticeps \| \| \| \| \| \| Geikia elginensis \| \| \| \| |
|        | \| \| Geikia locusticeps \| \| \| \| \| \| Geikia elginensis \| \| \| \| |
|        | Geikia locusticeps                                                       |
|        |                                                                          |
|        | Geikia elginensis                                                        |
|        |                                                                          |

|  | Geikia locusticeps |
|  |                    |
|  | Geikia elginensis  |
|  |                    |

|  | Aulacephalodon |
|  |                |
|  | Bulbasaurus    |
|  |                |

|        | Pelanomodon                                                              |
|        |                                                                          |
| Geikia | \| \| Geikia locusticeps \| \| \| \| \| \| Geikia elginensis \| \| \| \| |
|        | \| \| Geikia locusticeps \| \| \| \| \| \| Geikia elginensis \| \| \| \| |
|        | Geikia locusticeps                                                       |
|        |                                                                          |
|        | Geikia elginensis                                                        |
|        |                                                                          |

|  | Geikia locusticeps |
|  |                    |
|  | Geikia elginensis  |
|  |                    |

|  | Syops                                                                |
|  |                                                                      |
|  | \| \| Rhachiocephalus \| \| \| \| \| \| Kitchinganomodon \| \| \| \| |
|  |                                                                      |
|  | Rhachiocephalus                                                      |
|  |                                                                      |
|  | Kitchinganomodon                                                     |
|  |                                                                      |

|  | Rhachiocephalus  |
|  |                  |
|  | Kitchinganomodon |
|  |                  |

|  | Aulacephalodon |
|  |                |
|  | Bulbasaurus    |
|  |                |

|        | Pelanomodon                                                              |
|        |                                                                          |
| Geikia | \| \| Geikia locusticeps \| \| \| \| \| \| Geikia elginensis \| \| \| \| |
|        | \| \| Geikia locusticeps \| \| \| \| \| \| Geikia elginensis \| \| \| \| |
|        | Geikia locusticeps                                                       |
|        |                                                                          |
|        | Geikia elginensis                                                        |
|        |                                                                          |

|  | Geikia locusticeps |
|  |                    |
|  | Geikia elginensis  |
|  |                    |

|  | Aulacephalodon |
|  |                |
|  | Bulbasaurus    |
|  |                |

|        | Pelanomodon                                                              |
|        |                                                                          |
| Geikia | \| \| Geikia locusticeps \| \| \| \| \| \| Geikia elginensis \| \| \| \| |
|        | \| \| Geikia locusticeps \| \| \| \| \| \| Geikia elginensis \| \| \| \| |
|        | Geikia locusticeps                                                       |
|        |                                                                          |
|        | Geikia elginensis                                                        |
|        |                                                                          |

|  | Geikia locusticeps |
|  |                    |
|  | Geikia elginensis  |
|  |                    |

|  | Syops                                                                |
|  |                                                                      |
|  | \| \| Rhachiocephalus \| \| \| \| \| \| Kitchinganomodon \| \| \| \| |
|  |                                                                      |
|  | Rhachiocephalus                                                      |
|  |                                                                      |
|  | Kitchinganomodon                                                     |
|  |                                                                      |

|  | Rhachiocephalus  |
|  |                  |
|  | Kitchinganomodon |
|  |                  |

|  | Aulacephalodon |
|  |                |
|  | Bulbasaurus    |
|  |                |

|        | Pelanomodon                                                              |
|        |                                                                          |
| Geikia | \| \| Geikia locusticeps \| \| \| \| \| \| Geikia elginensis \| \| \| \| |
|        | \| \| Geikia locusticeps \| \| \| \| \| \| Geikia elginensis \| \| \| \| |
|        | Geikia locusticeps                                                       |
|        |                                                                          |
|        | Geikia elginensis                                                        |
|        |                                                                          |

|  | Geikia locusticeps |
|  |                    |
|  | Geikia elginensis  |
|  |                    |

|  | Aulacephalodon |
|  |                |
|  | Bulbasaurus    |
|  |                |

|        | Pelanomodon                                                              |
|        |                                                                          |
| Geikia | \| \| Geikia locusticeps \| \| \| \| \| \| Geikia elginensis \| \| \| \| |
|        | \| \| Geikia locusticeps \| \| \| \| \| \| Geikia elginensis \| \| \| \| |
|        | Geikia locusticeps                                                       |
|        |                                                                          |
|        | Geikia elginensis                                                        |
|        |                                                                          |

|  | Geikia locusticeps |
|  |                    |
|  | Geikia elginensis  |
|  |                    |

|  | Oudenodon                                                         |
|  |                                                                   |
|  | \| \| Tropidostoma \| \| \| \| \| \| Australobarbarus \| \| \| \| |
|  |                                                                   |
|  | Tropidostoma                                                      |
|  |                                                                   |
|  | Australobarbarus                                                  |
|  |                                                                   |

|  | Tropidostoma     |
|  |                  |
|  | Australobarbarus |
|  |                  |

|  | Oudenodon                                                         |
|  |                                                                   |
|  | \| \| Tropidostoma \| \| \| \| \| \| Australobarbarus \| \| \| \| |
|  |                                                                   |
|  | Tropidostoma                                                      |
|  |                                                                   |
|  | Australobarbarus                                                  |
|  |                                                                   |

|  | Tropidostoma     |
|  |                  |
|  | Australobarbarus |
|  |                  |

|  | Syops                                                                |
|  |                                                                      |
|  | \| \| Rhachiocephalus \| \| \| \| \| \| Kitchinganomodon \| \| \| \| |
|  |                                                                      |
|  | Rhachiocephalus                                                      |
|  |                                                                      |
|  | Kitchinganomodon                                                     |
|  |                                                                      |

|  | Rhachiocephalus  |
|  |                  |
|  | Kitchinganomodon |
|  |                  |

|  | Aulacephalodon |
|  |                |
|  | Bulbasaurus    |
|  |                |

|        | Pelanomodon                                                              |
|        |                                                                          |
| Geikia | \| \| Geikia locusticeps \| \| \| \| \| \| Geikia elginensis \| \| \| \| |
|        | \| \| Geikia locusticeps \| \| \| \| \| \| Geikia elginensis \| \| \| \| |
|        | Geikia locusticeps                                                       |
|        |                                                                          |
|        | Geikia elginensis                                                        |
|        |                                                                          |

|  | Geikia locusticeps |
|  |                    |
|  | Geikia elginensis  |
|  |                    |

|  | Aulacephalodon |
|  |                |
|  | Bulbasaurus    |
|  |                |

|        | Pelanomodon                                                              |
|        |                                                                          |
| Geikia | \| \| Geikia locusticeps \| \| \| \| \| \| Geikia elginensis \| \| \| \| |
|        | \| \| Geikia locusticeps \| \| \| \| \| \| Geikia elginensis \| \| \| \| |
|        | Geikia locusticeps                                                       |
|        |                                                                          |
|        | Geikia elginensis                                                        |
|        |                                                                          |

|  | Geikia locusticeps |
|  |                    |
|  | Geikia elginensis  |
|  |                    |

|  | Syops                                                                |
|  |                                                                      |
|  | \| \| Rhachiocephalus \| \| \| \| \| \| Kitchinganomodon \| \| \| \| |
|  |                                                                      |
|  | Rhachiocephalus                                                      |
|  |                                                                      |
|  | Kitchinganomodon                                                     |
|  |                                                                      |

|  | Rhachiocephalus  |
|  |                  |
|  | Kitchinganomodon |
|  |                  |

|  | Aulacephalodon |
|  |                |
|  | Bulbasaurus    |
|  |                |

|        | Pelanomodon                                                              |
|        |                                                                          |
| Geikia | \| \| Geikia locusticeps \| \| \| \| \| \| Geikia elginensis \| \| \| \| |
|        | \| \| Geikia locusticeps \| \| \| \| \| \| Geikia elginensis \| \| \| \| |
|        | Geikia locusticeps                                                       |
|        |                                                                          |
|        | Geikia elginensis                                                        |
|        |                                                                          |

|  | Geikia locusticeps |
|  |                    |
|  | Geikia elginensis  |
|  |                    |

|  | Aulacephalodon |
|  |                |
|  | Bulbasaurus    |
|  |                |

|        | Pelanomodon                                                              |
|        |                                                                          |
| Geikia | \| \| Geikia locusticeps \| \| \| \| \| \| Geikia elginensis \| \| \| \| |
|        | \| \| Geikia locusticeps \| \| \| \| \| \| Geikia elginensis \| \| \| \| |
|        | Geikia locusticeps                                                       |
|        |                                                                          |
|        | Geikia elginensis                                                        |
|        |                                                                          |

|  | Geikia locusticeps |
|  |                    |
|  | Geikia elginensis  |
|  |                    |

|  | Syops                                                                |
|  |                                                                      |
|  | \| \| Rhachiocephalus \| \| \| \| \| \| Kitchinganomodon \| \| \| \| |
|  |                                                                      |
|  | Rhachiocephalus                                                      |
|  |                                                                      |
|  | Kitchinganomodon                                                     |
|  |                                                                      |

|  | Rhachiocephalus  |
|  |                  |
|  | Kitchinganomodon |
|  |                  |

|  | Aulacephalodon |
|  |                |
|  | Bulbasaurus    |
|  |                |

|        | Pelanomodon                                                              |
|        |                                                                          |
| Geikia | \| \| Geikia locusticeps \| \| \| \| \| \| Geikia elginensis \| \| \| \| |
|        | \| \| Geikia locusticeps \| \| \| \| \| \| Geikia elginensis \| \| \| \| |
|        | Geikia locusticeps                                                       |
|        |                                                                          |
|        | Geikia elginensis                                                        |
|        |                                                                          |

|  | Geikia locusticeps |
|  |                    |
|  | Geikia elginensis  |
|  |                    |

|  | Aulacephalodon |
|  |                |
|  | Bulbasaurus    |
|  |                |

|        | Pelanomodon                                                              |
|        |                                                                          |
| Geikia | \| \| Geikia locusticeps \| \| \| \| \| \| Geikia elginensis \| \| \| \| |
|        | \| \| Geikia locusticeps \| \| \| \| \| \| Geikia elginensis \| \| \| \| |
|        | Geikia locusticeps                                                       |
|        |                                                                          |
|        | Geikia elginensis                                                        |
|        |                                                                          |

|  | Geikia locusticeps |
|  |                    |
|  | Geikia elginensis  |
|  |                    |

|  | Syops                                                                |
|  |                                                                      |
|  | \| \| Rhachiocephalus \| \| \| \| \| \| Kitchinganomodon \| \| \| \| |
|  |                                                                      |
|  | Rhachiocephalus                                                      |
|  |                                                                      |
|  | Kitchinganomodon                                                     |
|  |                                                                      |

|  | Rhachiocephalus  |
|  |                  |
|  | Kitchinganomodon |
|  |                  |

|  | Aulacephalodon |
|  |                |
|  | Bulbasaurus    |
|  |                |

|        | Pelanomodon                                                              |
|        |                                                                          |
| Geikia | \| \| Geikia locusticeps \| \| \| \| \| \| Geikia elginensis \| \| \| \| |
|        | \| \| Geikia locusticeps \| \| \| \| \| \| Geikia elginensis \| \| \| \| |
|        | Geikia locusticeps                                                       |
|        |                                                                          |
|        | Geikia elginensis                                                        |
|        |                                                                          |

|  | Geikia locusticeps |
|  |                    |
|  | Geikia elginensis  |
|  |                    |

|  | Aulacephalodon |
|  |                |
|  | Bulbasaurus    |
|  |                |

|        | Pelanomodon                                                              |
|        |                                                                          |
| Geikia | \| \| Geikia locusticeps \| \| \| \| \| \| Geikia elginensis \| \| \| \| |
|        | \| \| Geikia locusticeps \| \| \| \| \| \| Geikia elginensis \| \| \| \| |
|        | Geikia locusticeps                                                       |
|        |                                                                          |
|        | Geikia elginensis                                                        |
|        |                                                                          |

|  | Geikia locusticeps |
|  |                    |
|  | Geikia elginensis  |
|  |                    |

|  | Oudenodon                                                         |
|  |                                                                   |
|  | \| \| Tropidostoma \| \| \| \| \| \| Australobarbarus \| \| \| \| |
|  |                                                                   |
|  | Tropidostoma                                                      |
|  |                                                                   |
|  | Australobarbarus                                                  |
|  |                                                                   |

|  | Tropidostoma     |
|  |                  |
|  | Australobarbarus |
|  |                  |

|  | Oudenodon                                                         |
|  |                                                                   |
|  | \| \| Tropidostoma \| \| \| \| \| \| Australobarbarus \| \| \| \| |
|  |                                                                   |
|  | Tropidostoma                                                      |
|  |                                                                   |
|  | Australobarbarus                                                  |
|  |                                                                   |

|  | Tropidostoma     |
|  |                  |
|  | Australobarbarus |
|  |                  |

|  | Syops                                                                |
|  |                                                                      |
|  | \| \| Rhachiocephalus \| \| \| \| \| \| Kitchinganomodon \| \| \| \| |
|  |                                                                      |
|  | Rhachiocephalus                                                      |
|  |                                                                      |
|  | Kitchinganomodon                                                     |
|  |                                                                      |

|  | Rhachiocephalus  |
|  |                  |
|  | Kitchinganomodon |
|  |                  |

|  | Aulacephalodon |
|  |                |
|  | Bulbasaurus    |
|  |                |

|        | Pelanomodon                                                              |
|        |                                                                          |
| Geikia | \| \| Geikia locusticeps \| \| \| \| \| \| Geikia elginensis \| \| \| \| |
|        | \| \| Geikia locusticeps \| \| \| \| \| \| Geikia elginensis \| \| \| \| |
|        | Geikia locusticeps                                                       |
|        |                                                                          |
|        | Geikia elginensis                                                        |
|        |                                                                          |

|  | Geikia locusticeps |
|  |                    |
|  | Geikia elginensis  |
|  |                    |

|  | Aulacephalodon |
|  |                |
|  | Bulbasaurus    |
|  |                |

|        | Pelanomodon                                                              |
|        |                                                                          |
| Geikia | \| \| Geikia locusticeps \| \| \| \| \| \| Geikia elginensis \| \| \| \| |
|        | \| \| Geikia locusticeps \| \| \| \| \| \| Geikia elginensis \| \| \| \| |
|        | Geikia locusticeps                                                       |
|        |                                                                          |
|        | Geikia elginensis                                                        |
|        |                                                                          |

|  | Geikia locusticeps |
|  |                    |
|  | Geikia elginensis  |
|  |                    |

|  | Syops                                                                |
|  |                                                                      |
|  | \| \| Rhachiocephalus \| \| \| \| \| \| Kitchinganomodon \| \| \| \| |
|  |                                                                      |
|  | Rhachiocephalus                                                      |
|  |                                                                      |
|  | Kitchinganomodon                                                     |
|  |                                                                      |

|  | Rhachiocephalus  |
|  |                  |
|  | Kitchinganomodon |
|  |                  |

|  | Aulacephalodon |
|  |                |
|  | Bulbasaurus    |
|  |                |

|        | Pelanomodon                                                              |
|        |                                                                          |
| Geikia | \| \| Geikia locusticeps \| \| \| \| \| \| Geikia elginensis \| \| \| \| |
|        | \| \| Geikia locusticeps \| \| \| \| \| \| Geikia elginensis \| \| \| \| |
|        | Geikia locusticeps                                                       |
|        |                                                                          |
|        | Geikia elginensis                                                        |
|        |                                                                          |

|  | Geikia locusticeps |
|  |                    |
|  | Geikia elginensis  |
|  |                    |

|  | Aulacephalodon |
|  |                |
|  | Bulbasaurus    |
|  |                |

|        | Pelanomodon                                                              |
|        |                                                                          |
| Geikia | \| \| Geikia locusticeps \| \| \| \| \| \| Geikia elginensis \| \| \| \| |
|        | \| \| Geikia locusticeps \| \| \| \| \| \| Geikia elginensis \| \| \| \| |
|        | Geikia locusticeps                                                       |
|        |                                                                          |
|        | Geikia elginensis                                                        |
|        |                                                                          |

|  | Geikia locusticeps |
|  |                    |
|  | Geikia elginensis  |
|  |                    |

|  | Syops                                                                |
|  |                                                                      |
|  | \| \| Rhachiocephalus \| \| \| \| \| \| Kitchinganomodon \| \| \| \| |
|  |                                                                      |
|  | Rhachiocephalus                                                      |
|  |                                                                      |
|  | Kitchinganomodon                                                     |
|  |                                                                      |

|  | Rhachiocephalus  |
|  |                  |
|  | Kitchinganomodon |
|  |                  |

|  | Aulacephalodon |
|  |                |
|  | Bulbasaurus    |
|  |                |

|        | Pelanomodon                                                              |
|        |                                                                          |
| Geikia | \| \| Geikia locusticeps \| \| \| \| \| \| Geikia elginensis \| \| \| \| |
|        | \| \| Geikia locusticeps \| \| \| \| \| \| Geikia elginensis \| \| \| \| |
|        | Geikia locusticeps                                                       |
|        |                                                                          |
|        | Geikia elginensis                                                        |
|        |                                                                          |

|  | Geikia locusticeps |
|  |                    |
|  | Geikia elginensis  |
|  |                    |

|  | Aulacephalodon |
|  |                |
|  | Bulbasaurus    |
|  |                |

|        | Pelanomodon                                                              |
|        |                                                                          |
| Geikia | \| \| Geikia locusticeps \| \| \| \| \| \| Geikia elginensis \| \| \| \| |
|        | \| \| Geikia locusticeps \| \| \| \| \| \| Geikia elginensis \| \| \| \| |
|        | Geikia locusticeps                                                       |
|        |                                                                          |
|        | Geikia elginensis                                                        |
|        |                                                                          |

|  | Geikia locusticeps |
|  |                    |
|  | Geikia elginensis  |
|  |                    |

|  | Syops                                                                |
|  |                                                                      |
|  | \| \| Rhachiocephalus \| \| \| \| \| \| Kitchinganomodon \| \| \| \| |
|  |                                                                      |
|  | Rhachiocephalus                                                      |
|  |                                                                      |
|  | Kitchinganomodon                                                     |
|  |                                                                      |

|  | Rhachiocephalus  |
|  |                  |
|  | Kitchinganomodon |
|  |                  |

|  | Aulacephalodon |
|  |                |
|  | Bulbasaurus    |
|  |                |

|        | Pelanomodon                                                              |
|        |                                                                          |
| Geikia | \| \| Geikia locusticeps \| \| \| \| \| \| Geikia elginensis \| \| \| \| |
|        | \| \| Geikia locusticeps \| \| \| \| \| \| Geikia elginensis \| \| \| \| |
|        | Geikia locusticeps                                                       |
|        |                                                                          |
|        | Geikia elginensis                                                        |
|        |                                                                          |

|  | Geikia locusticeps |
|  |                    |
|  | Geikia elginensis  |
|  |                    |

|  | Aulacephalodon |
|  |                |
|  | Bulbasaurus    |
|  |                |

|        | Pelanomodon                                                              |
|        |                                                                          |
| Geikia | \| \| Geikia locusticeps \| \| \| \| \| \| Geikia elginensis \| \| \| \| |
|        | \| \| Geikia locusticeps \| \| \| \| \| \| Geikia elginensis \| \| \| \| |
|        | Geikia locusticeps                                                       |
|        |                                                                          |
|        | Geikia elginensis                                                        |
|        |                                                                          |

|  | Geikia locusticeps |
|  |                    |
|  | Geikia elginensis  |
|  |                    |

Tropidostoma, el género al que se asignó originalmente Bulbasaurus, muestra dos morfologías distintivas - un morfo robusto con hocico corto y grandes colmillos, y un morfo grácil con hocico largo y colmillos pequeños, lo cual probablemente representa dimorfismo sexual como en otros dicinodontes. Sin embargo, Bulbasaurus no encaja con ninguna de esas morfologías; difiere del género Tropidostoma en general en muchos aspectos (ya antes mencionados). Adicionalmente, incluso el holotipo de Tropidostoma (el cual es probablemente inmaduro al juzgar por los colmillos sin erupcionar) es más grande que los especímenes adultos de Bulbasaurus, lo cual añade evidencia a su separación. Lo mismo se aplica a Bulbasaurus y Aulacephalodon, además de que tienen diferentes morfologías en sus protuberancias y distintas anchuras interorbitales. Bulbasaurus también difiere de los problemáticos especímenes BP/1/763 (alguna vez asignados a su propio género, Proaulacocephalodon, o a un juvenil de Aulacephalodon) y de TM 1480 (alguna vez asignado a Dicynodon hartzenbergi) por sus colmillos más grandes y más amplia región interorbital, entre otras características. Estos especímenes además pertenecen a la más reciente Zona faunística de Cistecephalus.

## Paleoecología

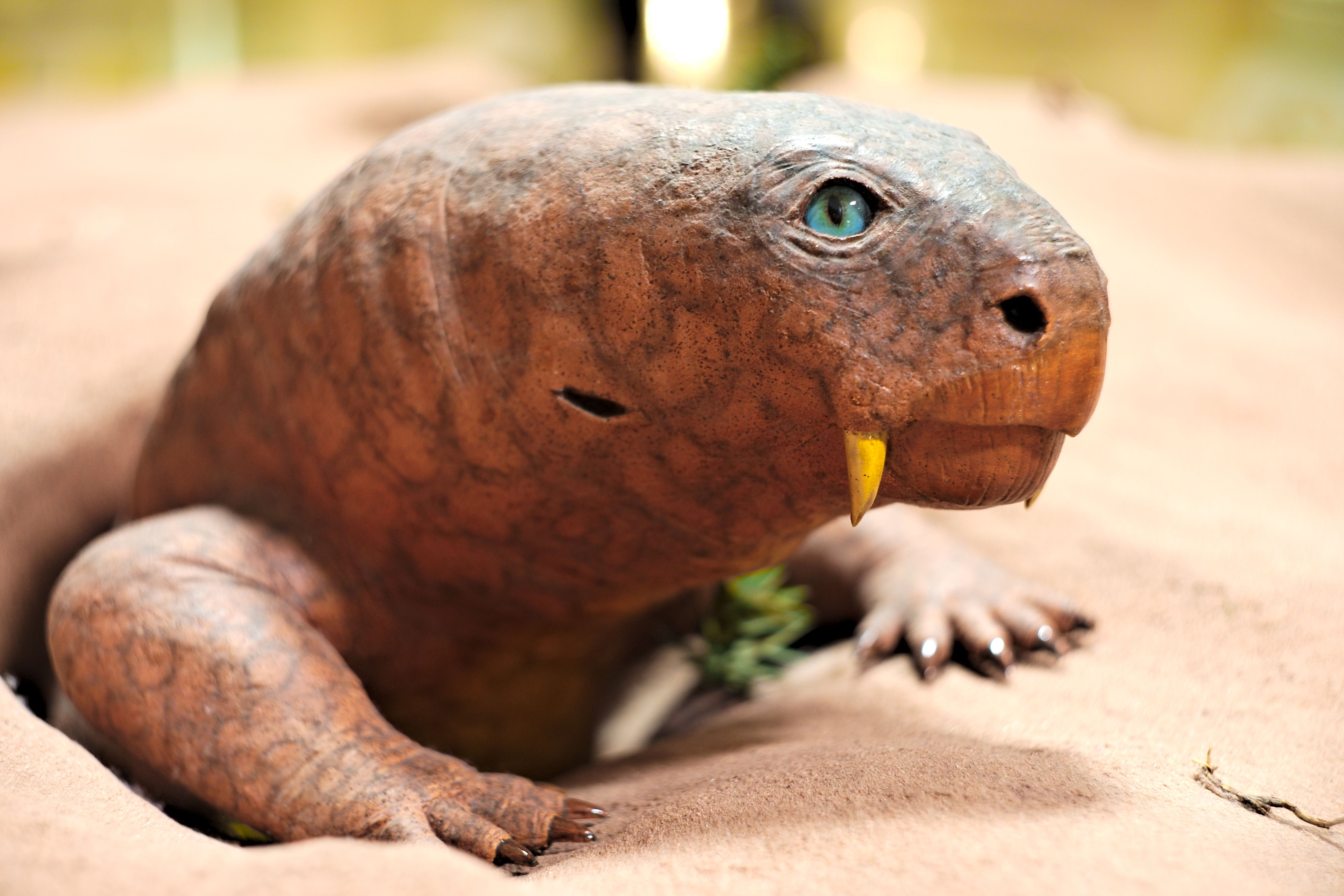
Diictodon, el dicinodonte más común en la zona faunística de Tropidostoma.

Aunque la Zona faunística de Tropidostoma, de la que proviene Bulbasaurus, fue nombrada por el oudenodóntido Tropidostoma, este solo es el tercer dicinodonte más común en el yacimiento. Es mucho más numeroso el pequeño Diictodon, con cerca de 2000 especímenes solo en la zona de Tropidostoma. Otro género más común que Tropidostoma es Pristerodon. Otros dicinodontes presentes en el área incluyen a Cistecephalus, Dicynodontoides, Emydops, Endothiodon, Oudenodon, Palemydops y Rhachiocephalus. Es notable en la zona de Tropidostomala carencia de geikíidos y dicinodontoides (Dicynodontoides es en realidad un diictodonte), lo cual es inusual debido a que estos debieron de haber divergido de su linaje ancestral por aquella época; Bulbasaurus parece llenar este antiguo vacío.
La zona faunística de Tropidostoma también registra la gradual diversificación de terocéfalos y gorgonopsios. Entre los terocéfalos presentes se hallan Hofmeyria, Ictidosuchoides (el más común), Ictidosuchops, Ictidosuchus y Lycideops; los gorgonópsidos presentes incluyen a Aelurognathus, Aelurosaurus, Aloposaurus, Cyonosaurus, Gorgonops (el más común), Lycaenops y Scymnognathus. Dentro del Supergrupo del Karoo, los cinodontes también hacen su primera aparición dentro de la zona de Tropidostoma AZ; estos incluyen a Abdalodon (anteriormente asignado a Procynosuchus) y Charassognathus. Entre los miembros menos comunes de la zona faunística de Tropidostoma se incluyen los burnetiamorfos Lobalopex y Lophorhinus; los pararreptiles Pareiasaurus y Saurorictus; el archosauromorfo Younginia; y el temnospóndilo Rhinesuchus.
Bulbasaurus fue probablemente enterrado en una planicie de inundación rodeada por un río con meandros de más de 350 metros de ancho y con barras de punto de más de 3 kilómetros de diámetro. Este río fluyó desde las montañas del sur hacia al noroeste en un abanico aluvial de cerca de 500 kilómetros de ancho. El flujo del agua variaba con las estaciones, pero es probable que fluyera agua durante todo el año. Aproximadamente cada  30,000 años, las orillas del río eran afectadas por las inundaciones, dejando depósitos de las crecidas y una serie de pequeñas charcas aisladas.